# 지미 카터의 퇴임 후
지미 카터는 1977년부터 1981년까지 제39대 미국 대통령을 역임했다. 카터의 퇴임 후 활동은 역사학자들과 정치 분석가들에게 역대 미국 전직 대통령 중 가장 성공적인 활동 중 하나로 널리 평가받는다. 퇴임 후 카터는 정치 및 사회 프로젝트에 계속 참여하여 카터 센터를 설립하고, 대통령 도서관을 짓고, 애틀랜타의 에모리 대학교에서 강의했으며, 정치 회고록에서 시에 이르기까지 수많은 책을 썼다. 그는 또한 비영리 주택 단체인 해비타트 운동의 확장에 기여했다.
퇴임 후 카터는 고향인 조지아주의 땅콩 농장으로 돌아갔다. 그는 재임 기간 동안 이해 상충의 외관조차 피하기 위해 농장을 백지 신탁에 맡겼었다. 그는 수탁자들이 신탁을 부실하게 관리하여 100만 달러 이상의 빚을 지게 된 것을 알게 되었다. 1982년 그는 인권을 증진하고 확대하기 위해 카터 센터를 설립했으며, 이 공로로 2002년 노벨 평화상을 수상했다. 그는 평화 협상을 수행하고, 선거를 감시하며, 전염병 근절을 촉진하기 위해 광범위하게 여행했다. 그와 그의 아내 로절린 카터는 해비타트 운동의 핵심 인물이었다. 카터는 수많은 책을 썼고 전 세계 문제에 대해 계속 논평했으며, 이스라엘-팔레스타인 분쟁에 관한 두 권의 책에서 이스라엘의 팔레스타인인 대우를 아파르트헤이트라고 비판했다. 그와 로절린은 1999년에 대통령 자유 훈장을 받았다.
1924년 10월 1일에 태어난 카터는 2024년 12월 29일 기준으로 100년 89일의 나이로 역대 대통령 중 가장 나이가 많고 오래 살았으며 가장 오래 결혼 생활을 유지했고, 1981년 1월 20일 퇴임 이후부터 2024년 12월 29일까지 43년 344일로 가장 긴 퇴임 후 활동을 했다. 그는 사망 당시 4번째로 나이가 많은 생존 전직 국가 원로였다. 2023년 2월 18일, 카터가 2023년 2월 18일부터 2024년 12월 29일까지 1년 315일 동안 자택에서 호스피스 치료를 받고 있다고 발표되었다. 카터는 2024년 12월 29일에 사망했다.

## 1980년대와 1990년대

### 대통령 도서관 설립
재선에 실패한 직후 카터는 백악관 언론 기자단에게 해리 S. 트루먼의 퇴임 생활을 모방하여 자신의 공개적인 삶을 통해 부를 축적하지 않겠다고 밝혔다. 1981년 2월, 카터는 퇴임 후 처음으로 조지아주 관계자들과 애틀랜타 대학교, 대학 총장들을 예방하기 위해 애틀랜타를 방문했으며, 이들은 219에이커의 버려진 고속도로 부지를 타협적인 부지로 합의했다.

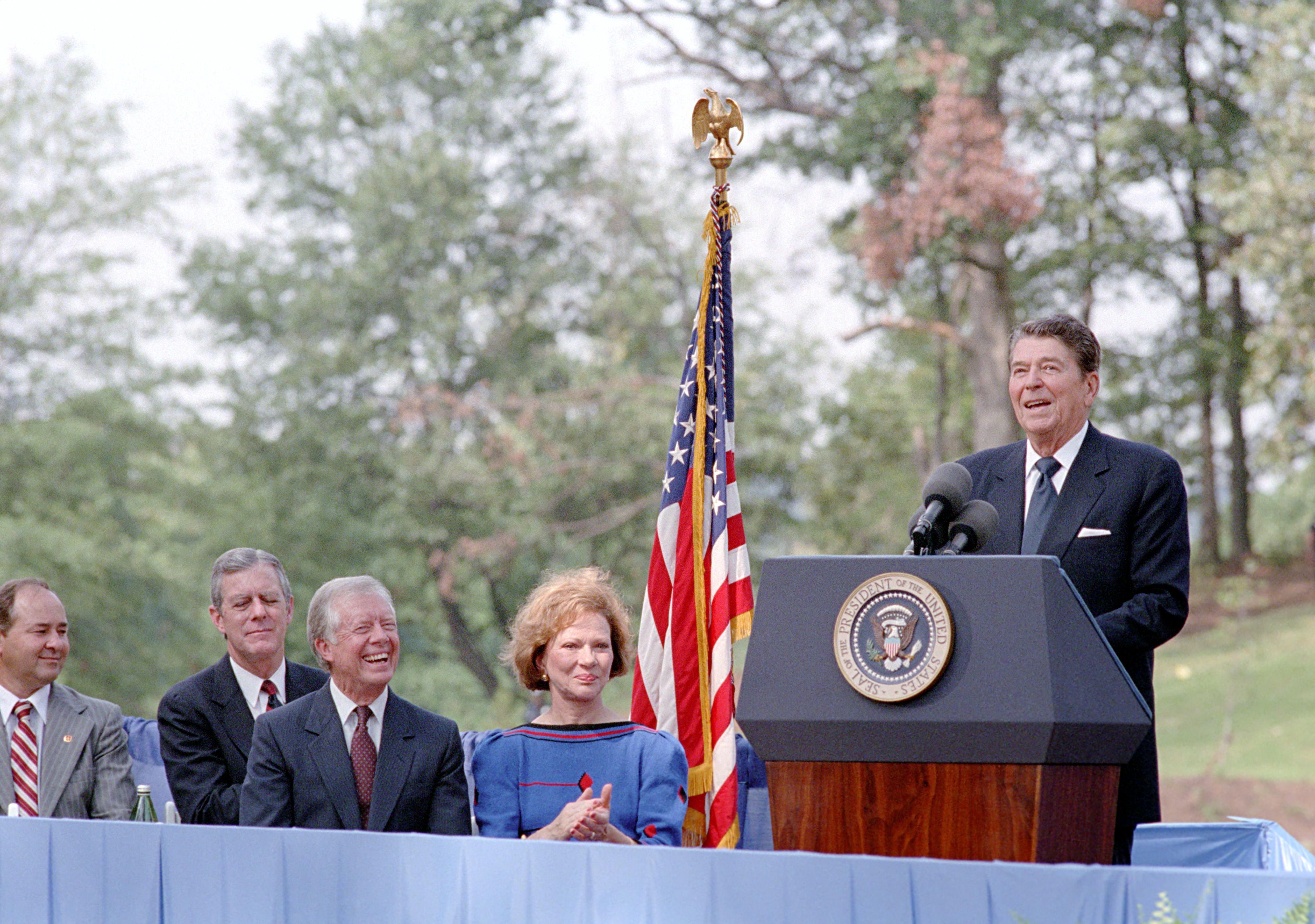
1986년 10월 1일, 지미 카터 도서관 및 박물관 헌납식에서 카터 부부가 지켜보는 가운데 연설하는 로널드 레이건

1983년 9월 22일, 애틀랜타 시장 앤드루 영과 조지아 주지사 조 프랭크 해리스가 참석한 행사에서 카터는 자신이 제안한 대통령 도서관 및 박물관과 카터 정책 센터의 건축 모형을 공개했다. 카터는 정책 센터가 비공식 기관으로서 표현의 자유를 허용할 것이며, 자신이 캠프 데이비드를 모방하려는 것은 아니지만, 분쟁 국가들이 절대적인 고립과 비밀 속에서 만날 수 있는 장소가 있어야 한다고 말했다. 스티븐 호치먼 박사는 카터의 조수로 일하며 에모리 대학교 도서관에 카터 센터 사무실을 설립했다. 도서관 건설은 1984년에 시작되었다. 도서관 부지에는 애틀랜타 시내와 도서관을 연결하는 공원 도로가 포함되었다. 연방 고속도로 관리국은 "역사적 지역에 미치는 영향이 적도록 재설계될 수 있다"고 느낀 주민들의 항의에도 불구하고 이를 진행했다. 7월, 카터는 도서관 건설을 시작하는 데 필요한 2,500만 달러 중 2,300만 달러를 모금했다고 밝혔다. 카터 대통령 도서관 법인은 기부자 명단을 공개하지 않았지만, 카터 보좌관 댄 리는 기부금의 절반이 조지아 주민들로부터 나왔다고 말했다.
1986년 10월 1일, 카터의 62번째 생일에 지미 카터 도서관 및 박물관이 헌납되었다. 카터와 그의 아내 로절린 카터는 로널드 레이건 대통령과 영부인 낸시 레이건에게 비공개 투어를 시켜주었고, 레이건은 "당신의 열정, 지성, 헌신으로 백악관을 빛내주셨다"고 카터를 칭찬하는 연설을 했다. 카터는 레이건의 발언을 칭찬하며 자신이 "그보다 더 우아하거나 관대하거나 사려 깊은 연설을 들어본 적이 없다"고 말했고, 이 연설이 자신의 재선 실패 이유를 그 어느 때보다 명확하게 이해하게 해주었다고 말했다. 이는 카터와 레이건의 5년 만의 첫 만남이었다. 이 행사에는 레이건의 군비 통제, 남아프리카, 경제 정책에 반대하는 시위자들도 참석했다.

### 레이건 첫 임기 (1981–1985)

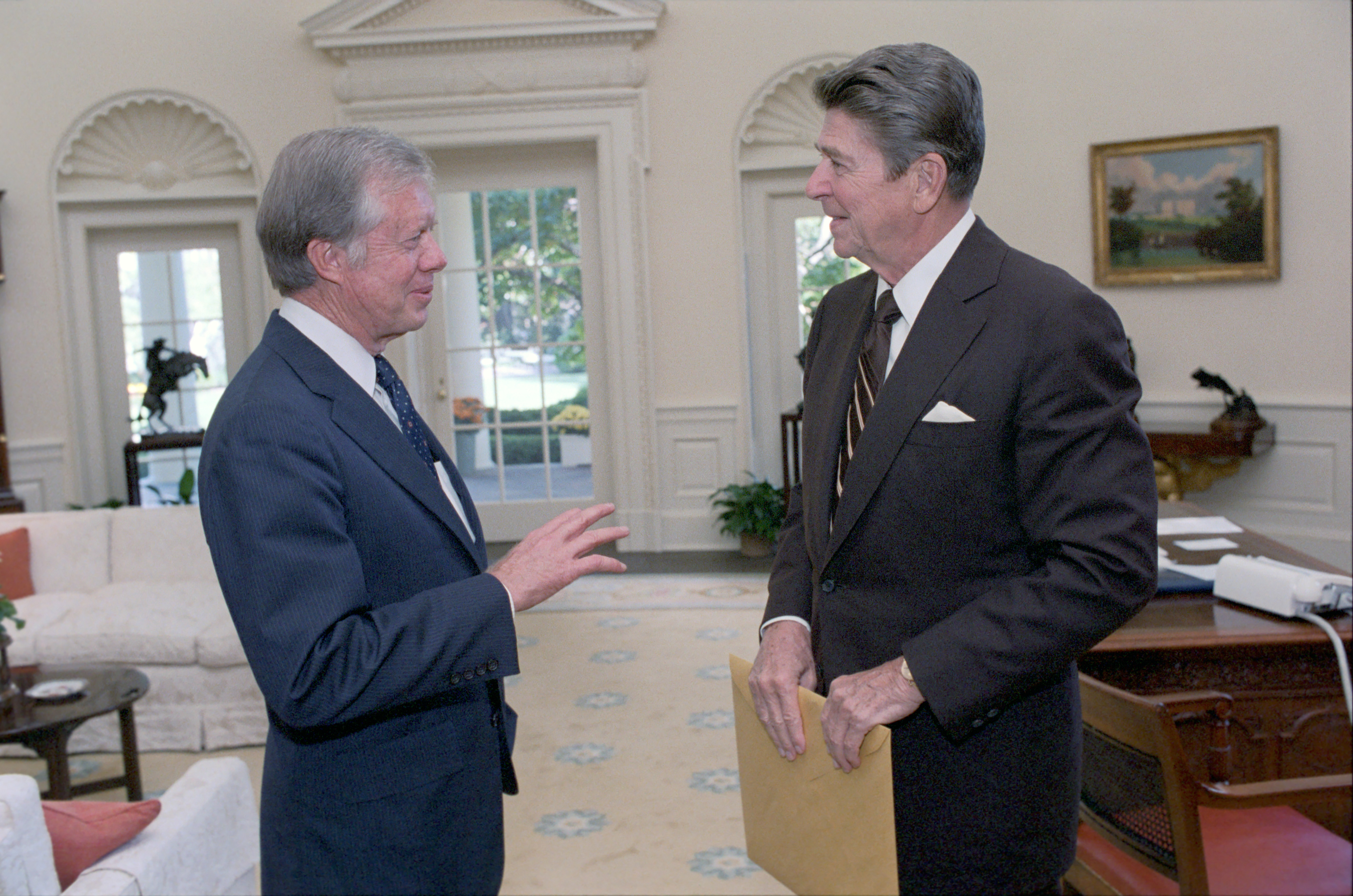
1981년 오벌 오피스에서 로널드 레이건을 만나는 카터

1981년 3월, 카터는 레이건을 비판하는 것을 자제한 이유가 그의 임기 동안 충분한 시간이 지나지 않았기 때문이라고 언급하며, "다음 몇 달" 안에 자신의 행정부 프로그램이 대중에게 더 호의적으로 평가될 것이라고 예측했다. 3월 31일, 암살 시도 이후, 카터는 대통령으로서 위험은 끊임없이 존재하며 레이건 대통령의 공개 활동은 축소되지 않을 것이라고 말했다. 5월 8일, 인디펜던스 (미주리주)에서 연설을 하던 중, 카터는 "정부의 주요 업무는 아무것도 하지 않는 것이라고 주장하는 사람들"을 비판했으며, 이 발언은 레이건 행정부를 언급한 것으로 보였다. 9월 3일 기자회견에서 카터는 소련의 아프가니스탄 침공 이후 중성자 무기를 개발하려는 레이건의 결정에 동의한다고 확인했지만, 소련이 "침략 종식을 이행하고 평화와 핵무기 통제를 향해 나아갈 의지가 있을 때 우리나라가 과거처럼 그들과 완전히 협력할 준비가 되기를 바란다"고 말했다. 10월, 카터는 사우디아라비아에 아왁스 레이더 감시 항공기를 제공하는 것을 지지하는 상원 의원 로비를 위해 워싱턴을 방문했으며, 레이건 행정부가 중동에서 충분한 조치를 취하지 않고 있다고 믿는다고 말했다.
1982년 5월 1일, 기금 모금 만찬에서 카터는 민주당과 공화당이 1983 회계연도에 대한 레이건 행정부의 예산을 비난하는 대신 미국의 경제 문제를 해결하기 위해 협력할 것을 촉구했다. 8월 24일, 페이엣빌 (노스캐롤라이나주)에서 찰리 로즈를 지지하는 연설에서 카터는 레이건 행정부가 경제 및 사회 정책에 급진주의를 도입하고 "주로 부유한 미국인들을 위한 사상 최고 수준의 세금 감면 이후 사상 최고 수준의 세금 인상"을 시행했다고 비판했다.
9월 20일, 카터는 사브라-샤틸라 학살에서 더 많은 미국의 개입이 사망을 막을 수 있었을 것이라고 말하며, 레이건 행정부가 "뒤늦게 ... 당사자들을 하나로 모으는 강력한 중재자 역할을 하고 있다"고 비난했다. 9월 30일, 기금 모금 만찬에서 카터는 이틀 전 기자회견에서 레이건 대통령이 자신의 행정부의 경제 운영에 대해 비판한 것에 대해 "우리의 실수를 전임자에게 돌리는 데 4년을 보내지 않았다"고 응답했다. 10월 9일, 카터는 레이건 대통령이 자신의 행정부를 비난하는 것에 대한 불쾌감을 표명했다: "'내가 대통령이 되었을 때, 책임은 나에게 있었다. 그것은 제럴드 포드의 것도, 리처드 닉슨의 것도, 존 F. 케네디의 것도, 드와이트 D. 아이젠하워의 것도, 해리 S. 트루먼의 것도 아니었다. 그것은 나의 것이었다.'" 10월 26일, 카터는 기자회견에서 레이건 행정부가 캠프 데이비드 협정을 지지할 것을 촉구했다: "'18개월 정도 늦긴 했지만, 레이건 대통령이 최근 중동 평화 의도에 대해 한 연설에 매우 기뻤다.'" 11월 10일 기자회견에서 카터는 레이건 대통령이 미국의 외교 및 국내 정책을 바꾸는 것에 대한 불쾌감을 표명하며, "'현직 정치인에게는 항상 자신의 모든 실수를 전임자에게 돌리려는 유혹이 있다. 대부분은 그 유혹을 견뎌낸다. 레이건 씨는 분명히 그렇지 않다.'"
1983년 1월 인터뷰에서 카터는 레이건 캠페인이 유권자들에게 레이건이 지키지 못할 다양한 해결책을 제시하여 유권자들을 설득했다고 믿는다고 말했다. 2월, 카터와 포드는 제럴드 R. 포드 대통령 도서관에서 공공 정책 및 통신 회의의 공동 의장을 맡았다. 그들은 이스라엘 총리 메나헴 베긴이 레바논에서 이스라엘 군대 철수를 지연시키고 서안 지구에 유대인 정착촌을 건설하는 것을 비판했으며, 레이건의 사회 보장 개혁 위원회의 권고를 지지했다. 카터는 특히 공직자들이 "자신들이 대표하는 사람들, 즉 의사, 변호사, 땅콩 농부보다 훨씬 더 편협하고 거칠게 말하는 조직화된 단체"의 목소리만 듣는 경향이 있다고 한탄했다. 1983년 6월, 에모리 대학교에서 열린 앰네스티 인터내셔널 인권 회의에 참석한 카터는 레이건 행정부가 인권 침해에 대한 언급이 없다고 비난했다. "최근 워싱턴에서 이러한 심각한 인권 침해에 대해 나오는 침묵은 매우 우려스럽다."
1984년 10월 9일, 한 대학 그룹에게 연설하면서 카터는 4년 전 대통령 토론회에서 레이건이 인권을 약점의 징후로 특징지었다고 평가하며, 그 견해에 동의하지 않는다고 말했다. "그는 공화당원이고, 나는 민주당원이다. 나의 정책이 옳다고 맹세할 수는 없지만, 그렇다고 생각한다. 어떤 면에서 우리의 인권 정책은 효과적이었다고 생각한다."
1984년 12월, 기자회견에서 카터는 레이건 행정부가 서베이루트에서 네 명의 미국인 사업가를 구출하려는 노력을 게을리했다고 주장했다: "우리 정부는 인질들의 귀환을 위해 어떤 노력도 하지 않고 있다. 이는 잘 알려지지 않은 사실이다."

### 1984년 대통령 선거
카터가 1984년 비연속 재선에 출마할 가능성이 논평가들에 의해 제기되었고, 그의 아내 로절린은 이를 선호했다. 카터의 전 부통령이었고 대선 출마를 고려 중이던 월터 먼데일은 대선 해를 앞두고 카터와 만나 그가 출마할 의사가 있는지 확인했다. 1982년 5월 10일, 카터는 기자회견에서 먼데일의 대선 출마를 지지할 것이라고 밝혔다. 6월, 카터는 민주당 기금 모금 만찬에 참석하여, 참석한 먼데일을 칭찬하며 "'많은 사람들이 프리츠가 전국을 돌아다니며 나를 자주 언급하지 않았다고 말하지만, 프리츠, 오늘밤 당신은 자신을 뛰어넘었고 우리는 다시 파트너가 되었다.'"
1983년 1월 27일, 휴스턴 포스트와 휴스턴 크로니클과의 인터뷰에서 카터는 레이건 대통령이 미국인들에게 약속한 다양한 해결책을 지키지 못했기 때문에 재선에서 패할 것이라고 믿는다고 말했으며, 행정부와 "인권, 군비 통제, 환경 정책, 평화 추구"에서 이견이 있다고 밝혔다. 7월 18일, 카터는 레이건 대통령이 일본에 있을 때 그의 캠페인이 백악관 문서에 접근했다는 논란에도 불구하고 재선에 도전할 것이라고 믿는다고 말했다. 8월 30일, 카터는 먼데일과 만나 기자들에게 먼데일이 카터 행정부와의 연관성이 자신에게 불리하게 작용하는 것을 막기 위해 성공적으로 거리를 두었다고 말했다.

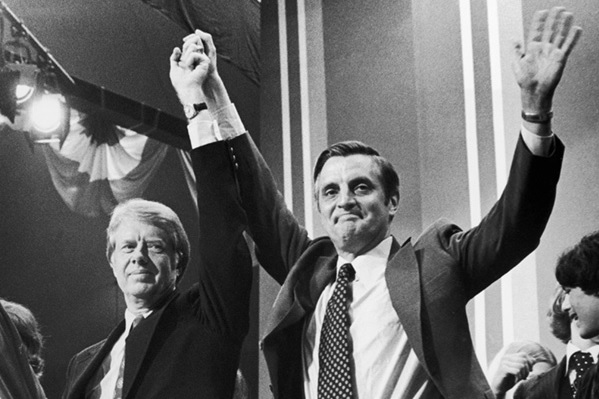
1984년 3월 13일, 먼데일 선거 캠프 본부에서 3월 13일 민주당 예비선거 승리를 축하하는 카터와 먼데일

1984년 민주당 대통령 후보 경선에서 카터는 공식적으로 먼데일을 지지했다. 갓볼드 주니어에 따르면, 전 대통령은 자신이 언론의 주목을 받지 않고 일하는 것이 먼데일의 대선 출마에 가장 큰 도움이 될 것이라고 생각했다. 먼데일은 사적으로 카터에게 남부 지역에서의 도움을 요청했고, 카터에게 1976년 라이벌이었던 조지 월리스에게 먼데일 캠페인을 지지해달라고 요청할 것을 부탁했다. 카터가 월리스의 앨라배마주 주정부 운영을 칭찬하고 먼데일이 "자신과 같은 남부 원칙을 지지한다"고 확언하는 편지를 쓴 후, 월리스는 전 부통령을 지지했다. 카터는 레이건을 상대로 효과적인 캠페인을 벌이는 방법에 대한 조언을 먼데일에게 주기를 철회했다. 1984년 6월 13일 인터뷰에서 카터는 레이건이 총선에서 먼데일과의 토론을 거부할 것이라고 믿는다고 말했다. 6월 26일, 카터는 1984년 민주당 전당대회에 참석하여 연설할 가능성이 있지만, 당시 민주당 대통령 후보로 유력시되던 먼데일을 언론의 주목을 받지 않도록 발언을 자제할 것이라고 발표했다. 카터는 또한 먼데일이 러닝메이트를 선택하는 과정을 서두르도록 주장했다. 민주당 전국 지도자들은 카터의 참석을 반대했지만, 그를 막는 것이 더 많은 부정적인 언론 보도를 불러일으킬 것을 우려했고, 그의 역할을 축소하려는 노력은 당 위원장 찰스 매넛이 그를 나중 부분보다 덜 방송될 수 있는 전당대회 초반 슬롯에 배치함으로써 절정에 달했다.
선거가 끝난 후인 11월 7일 기자회견에서 카터는 먼데일의 패배는 세금 인상 의도를 밝힌 것 때문에 예측 가능했다고 말했다. 그는 또한 어떤 민주당원도 레이건의 재선에 맞서 승리할 수 없었을 것이라고 믿지 않는다고 덧붙였다.

### 레이건 두 번째 임기 (1985–1989)
1985년 3월 60분 인터뷰에서 카터는 중동 평화 진전의 부재에 대해 레이건에게 책임이 있다고 주장하며, 레이건이 "불쾌한 일에 대해 책임을 지지 않는 데 극도로 성공적이었다"고 비난했다. 4월 11일, 카터는 전략방위구상을 지지함으로써 레이건 행정부가 "우리와 동맹국 간의 오해를 증폭시키고" 크렘린에 홍보 우위를 제공하고 있다고 말했다. 같은 해 7월, 카터는 미국 변호사 협회에서 테러 문제에 대한 레이건의 "국제적 음모론" 주장과 레이건이 테러를 지원한다고 주장하는 "일부 특정 국가들"에 대해 이의를 표명했다.
1986년 2월, 카터는 니카라과로 3일간의 여행을 떠났고, 세르히오 라미레스 니카라과 부통령의 환영을 받았다. 라미레스는 카터의 방문이 레이건 행정부가 추진하는 "전쟁 정책"과 대조적으로 "평화 정책"을 촉진하는 것이라고 말했다. 토마스 보르헤와의 회담에서 카터는 기자 루이스 모라와 노동 지도자 호세 알타미라노의 석방을 확보했으며, 출발하면서 미국이 "1979년에 구상했던 길을 되찾을" 가능성이 여전히 있다고 말했다. 12월, 카터는 전 백악관 비서실장이었던 해밀턴 조던의 기금 모금 행사에서 연설하며, 레이건이 이란-콘트라 사건의 사실을 미국 국민에게 밝히지 않는 것을 비난했고, 다양한 위원회들이 조사를 진행할 것이며 "모든 것이 밝혀질 것인데, 이는 대통령이 처음부터 밝혔을 때보다 대통령직이라는 제도에 훨씬 더 큰 피해를 줄 것"이라고 예측했다.
1987년 2월, 학생들에게 연설하면서 카터는 자신의 행정부가 테러리스트의 요구에 굴복하지 않았다는 점을 들어 레이건 행정부와 차이를 두었고, 이것이 레이건 행정부가 배울 수 있는 교훈이라고 말했다. 1987년 3월, 카터는 다마스쿠스를 방문하여 시리아에서 레이건 행정부가 중동 평화 노력을 유지하지 못했다고 믿는다고 밝혔다. 1987년 9월, 카터는 조 바이든 상원 법사위원회 위원장에게 보낸 서한에서 로버트 보크 대법관 지명자가 시민권 및 단체에 대한 견해 때문에 반대한다고 발표했다. 9월 14일 인터뷰에서 카터는 이란-콘트라 사건이 워터게이트보다 심각하며, 이 분쟁이 테러리스트들을 부추겼다고 말했다. 1987년 10월, 카터는 레이건 대통령에게 전쟁권한법을 발동할 것을 촉구하며, 이는 페르시아만의 해군 증강에 대한 의회의 반대라는 "전 세계적인 믿음을 완화하는 데 도움이 될 것"이라고 주장했다. 10월 16일 기자회견에서 카터는 레이건의 페르시아만 정책이 폭력의 대규모 증가의 원인이었다고 말했다: "거의 필연적으로, 그리고 역사를 통틀어 우리와 같은 국가가 레바논과 같은 군사적 충돌이나 내전, 또는 이란과 이라크 간의 지역 전쟁에 개입할 때, 우리는 거의 필연적으로 교전국으로 개입하게 된다."

### 1988년 대통령 선거
1987년 3월 19일, 카터는 이집트 미국 상공회의소에 참석하여 조지 H. W. 부시 부통령이 공화당 후보가 될 가능성이 높다고 밝혔으며, 자신은 후보가 되지 않을 것이라고 말했다. 6월, 조 바이든 상원 의원이 대선 운동을 발표한 후, 카터는 바이든이 카터 대통령 도서관을 방문했을 때 그와 만났다. 카터는 동향인 샘 넌을 지지하지 않는 것이 어려울 것이라고 인정하며, 넌이 출마하지 않으면 바이든이 조지아주에서 "좋은 반응"을 얻을 것이라고 믿는다고 말했다. 10월 4일, 카터는 폴 사이먼 상원 의원이 자신의 인격과 성실성을 논의함으로써 이득을 볼 것이며, 레이건의 임기가 끝난 후 미국인들은 "진실을 말하고 유능하며 자비로운" 후보를 찾을 것이라고 말했다.
1988년 6월, 카터는 보스턴에서 마이클 듀카키스와 만났다. 듀카키스는 회담이 즐거웠다고 말하며, 잠재적인 부통령 후보나 듀카키스의 미래 남부 지역 선거 운동에 대해서는 논의하지 않았다고 부인했다. 7월, 듀카키스와 동료 후보 제시 잭슨 사이에 로이드 벤슨의 러닝메이트 선정 문제로 긴장이 발생하여, 11월 민주당 승리 가능성을 낮출 수 있는 격렬한 전당대회에 대한 우려를 불러일으켰다. 잭슨은 카터를 분쟁을 중재할 수 있는 사람으로 제안했고, 전 대통령은 그 제안에 열린 태도를 보였다. 듀카키스 캠페인 관계자인 잭 코리건은 그들이 "카터 대통령에게 엄청난 존경심을 가지고 있지만", 직접적인 의사소통이 더 효과적일 것이라고 믿는다고 응답했다. 옴니 콜리세움을 둘러보던 카터는 잭슨이 단결을 보여주기 위해 1988년 민주당 전당대회에서 의사 결정에 참여할 것이라고 예측했다.
카터는 민주당 전당대회에서 연설했으며, 1984년보다 훨씬 큰 역할을 했다. 카터는 듀카키스에 대해 열정적이지는 않았지만, 그럼에도 불구하고 그와 그의 전 국무장관 에드먼드 머스키를 칭찬하는 연설을 했다. 카터는 또한 레이건의 "낭비적인" 군사 지출을 비판했다. 그는 캠페인에 시간을 거의 할애하지 않았는데, 이는 부시가 레이건의 성공에 의지하여 승리할 것이라는 믿음과 그의 형 빌리 카터의 췌장암 진단 후 그에게 집중하고 싶다는 열망 때문이었다. 카터는 그의 형이 월터리드 미군의료센터에서 치료를 받도록 노력했다. 치료법은 없었고 빌리는 9월 26일에 사망했다. 11월 10일, 부시가 듀카키스를 물리친 후, 카터는 공화당이 후보자들을 홍보하는 데 민주당보다 더 잘했다고 말했지만, 부시 당선자는 레이건 대통령만큼 인기가 없었기 때문에 더 어려운 시간을 보낼 것이라고 말했다.

### 조지 H. W. 부시 임기 (1989–1993)

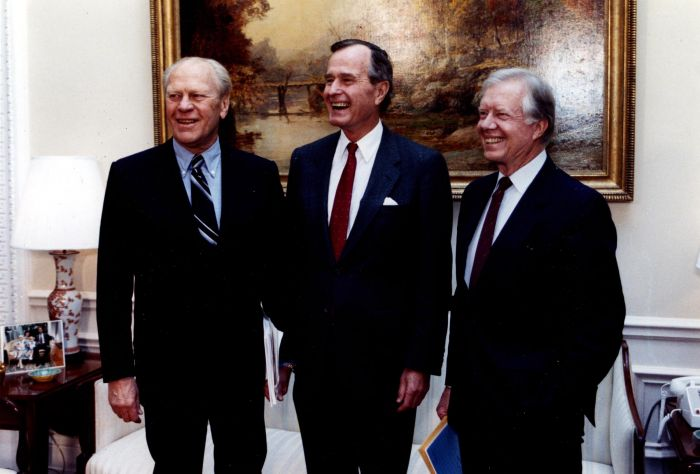
1988년 11월 21일, 조지 H. W. 부시 당선자와 전 대통령 카터, 포드

1988년 11월, 카터와 포드는 조지 H. W. 부시 당선자와 만나 자신들의 조사 결과를 보고하고, 맥주, 와인, 담배, 휘발유에 대한 세금 인상과 국내 및 군사비 지출 삭감을 결합하여 1993년까지 연방 예산을 균형 있게 만드는 적자 감축 계획을 지지한다고 밝혔다. 그들은 부시 당선자에게 세금 인상 금지 약속을 철회할 것을 촉구했으며, 부시가 자신들의 제안을 주의 깊게 들었지만, "어떤 약속이나 확답도 하지 않았고, 우리는 그것을 요구하지도 않았다"고 언급했다.
1989년 1월 18일, 조지 H. W. 부시 취임식 직전, 카터와 포드는 컬럼비아 대학교에서 대통령의 언론 대응에 초점을 맞춘 심포지엄에서 비공식적으로 연설하고 기자회견에 참여했다. 두 사람은 레이건 대통령이 언론과의 허니문을 누렸지만, 이는 후임 대통령에게 보장되지 않을 것이라는 점에 동의했으며, 카터는 레이건이 전임자들보다 기자회견을 적게 하고도 넘어갔다고 덧붙였다. 카터는 또한 USA 투데이의 익명 출처 인용 금지 정책을 선호한다고 밝혔으며, 모든 언론이 이 방식을 따를 것을 주장했다. 5월, 부시의 취임 100일이 끝날 무렵, 카터는 그의 성과에 대해 질문을 받았다. 카터는 민주당원으로서 "비판적인 경향이 있지만, 전임자와 비교하면 꽤 훌륭한 일을 했다"고 인정했다. 1989년 11월, 카터는 워싱턴으로 가서 자신의 행정부원 2,000명과 재회했다. 조지타운 대학교에서 연설하면서 카터는 자신이 대통령을 "4년 더 했다면 인종주의와 이기심이 다시 부활하지 않았을 것"이며, 지난 행정부는 법무장관이 "법정에 가서 시민권에 반대하는 입장을 취할 것"이라고 생각할 수 있는 첫 번째 행정부였다고 말했다. 카터는 카터 센터와 부시 사이의 관계를 "거의 완벽하다"고 묘사하며, 레이건으로부터는 거의 지원을 받지 못했다고 대조시켰다. 카터는 천안문 광장에서 중국의 학생 탄압에 대한 부시의 대응을 칭찬하고, 소련의 이니셔티브에 대한 그의 반응을 비판했다.
1990년 3월 27일, 카터는 조지 H. W. 부시 대통령, 제임스 베이커 국무장관, 브렌트 스코우크로프트 국가안보보좌관과 함께 집무실에서 중동 방문 결과에 대해 논의했다. 카터는 기자들에게 "나는 포괄적인 평화가 필요하고, 또 필연적이라고 믿는다. 언제 올지는 지켜봐야 할 일이다"라고 말했다.

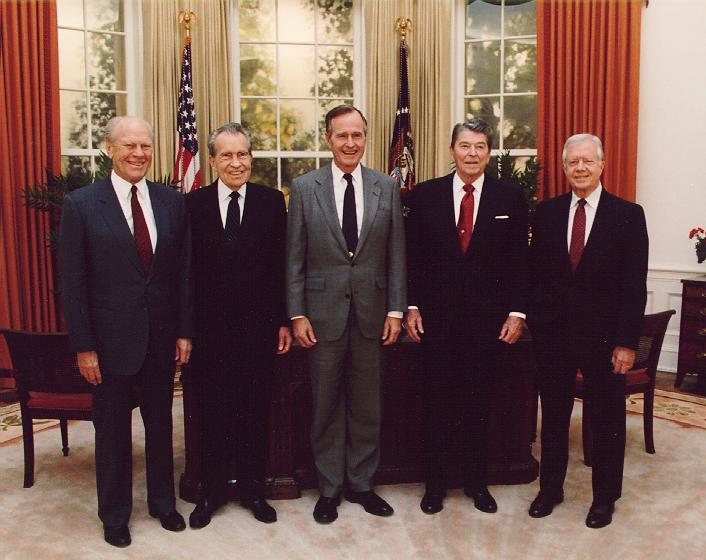
1991년, 로널드 레이건 대통령 도서관 헌납식에서 조지 H. W. 부시 대통령과 전 대통령 제럴드 포드, 리처드 닉슨, 로널드 레이건과 함께 있는 카터 (맨 오른쪽)

걸프 전쟁이 시작되자 카터는 부시의 초기 대응을 칭찬했지만, 일자리와 석유가 전쟁의 충분한 이유라는 주장을 거부하며, "사우디아라비아와 이라크의 사막에서 인명을 희생할 만한 이유라고는 생각하지 않는다"고 말했다. 1991년 2월, 카터는 퍼듀 대학교에서 연설하며, 미국이 쿠웨이트 국경을 넘은 후 휴전을 발표하기를 희망한다고 말했으며, 이라크 군대를 제거하려는 미국의 시도에 반대한다고 표명했다. 그는 이 전략이 장기적인 전쟁과 더 많은 사상자를 초래할 것이라고 믿었다. 카터는 전쟁을 이라크로 확대하는 것이 종교적 아랍인들을 미국에 대항하여 단결시킬 수 있다고 경고하며, 전쟁 종료 후 미국과 소련이 팔레스타인 문제를 해결하기 위한 국제 회의를 개최해야 한다고 희망했다. 카터는 11월 4일 로널드 레이건 대통령 도서관 헌납식에 참석했다. 이 헌납식은 미국 대통령 다섯 명이 한자리에 모인 미국 역사상 최초의 행사였다: 닉슨, 포드, 카터, 레이건 자신, 그리고 부시.

### 1992년 대통령 선거
1992년 2월 22일, 카터는 플레인스 (조지아주)에서 매사추세츠주 상원의원 폴 총가스와 만났다. 카터는 총가스에게 매사추세츠주의 동맹자들이 직접 선거 운동을 벌여 자신의 성공적인 선거 운동 노력을 반복할 것을 조언했다. 카터는 또한 3월 3일 예비 선거 전에 어떤 지지도 하지 않을 것이라고 말했다. 4월 13일, 일본 도쿄에서 열린 회의에서 카터는 미야자와 기이치 총리에게 빌 클린턴 주지사가 "일본에 매우 우호적일 것이며, 미국-일본 관계에 좋은 대통령이 될 것"이라고 말했다. 5월 20일, 카터는 클린턴과 만난 후 공개적으로 그를 칭찬하며, 제3당 후보 로스 페로를 "현재는 '누구든 상관없다'는 식"이라고 평가했다. 8월, 카터는 민주당 대선 후보 클린턴, 부통령 후보 앨 고어, 그리고 그들의 아내 티퍼 고어와 힐러리 클린턴과 함께 이스트 애틀랜타에서 해비타트 운동 주택을 짓는 데 참여했다. 카터는 1992년 공화당 전당대회가 다음 날 끝나기 전에 가난한 사람들을 돕는 문제에 대해 논의하기를 희망하며, 민주당 전당대회에서 자신의 재임 기간에 대한 공격에 대해 개의치 않는다고 말했다. 그 달 동안, 카터와 클린턴은 애틀랜타에서 함께 선거 운동을 했다. 선거 후, 카터는 빌 클린턴 당선자로부터 임기 동안 자문을 받을 것으로 예상하며, "가장 논쟁적인 문제들"을 해결하기 위해 초당적인 연구 그룹을 구성하도록 조언했다고 말했다.

### 클린턴 첫 임기 (1993–1997)

1993년 9월 14일, NAFTA 회담 전 클린턴 대통령과 만나는 전 대통령 포드, 부시, 카터

1993년 9월, 카터와 부시는 이스라엘과 팔레스타인 해방 기구 간의 중동 평화 협정 기본 협정 서명식에서 클린턴 대통령과 함께 참석했다. 카터와 부시는 백악관에서 밤을 보냈고, 포드도 클린턴이 주최한 만찬에 참석했다. 대통령이 백악관에서 세 명의 전 대통령과 만찬을 한 것은 처음이었다. 10월, 유엔 특사 단테 카푸토는 세계 지도자들이 아이티로 독립적인 관찰자로 여행하여 그 지역의 입법 과정을 목격하고 그 진행 상황을 전 세계에 보고할 것을 요청했으며, 특히 카터, 브라이언 멀로니 총리, 전 마이클 맨리 총리, 전 라울 알폰신 대통령 등 유럽 및 라틴 아메리카 지도자들에게 요청했다. 클린턴은 그날 아침에야 그 요청을 들었으며, 카터의 반응을 봐야만 더 이상 언급할 수 있을 것이라고 말했다.
카터는 1994년 4월 리처드 닉슨 전 대통령의 장례식에 클린턴 대통령, 조지 H. W. 부시 전 대통령, 제럴드 포드 전 대통령, 로널드 레이건 전 대통령과 그들의 부인들과 함께 참석했다.
카터는 1994년 샘 넌 상원의원과 콜린 파월 합참의장과 함께 아이티에 임무를 이끌고 미군 주도의 다국적 침공을 막고 아이티의 민주적으로 선출된 대통령 장베르트랑 아리스티드를 복권시켰다. 이 여행 후 카터는 플레인스에서 워런 크리스토퍼 국무장관과 만났고, 국무부 관계자는 크리스토퍼가 "미국 주도의 병력이 반대 없이 아이티에 상륙할 수 있도록 협상을 돕는 카터의 노력"을 칭찬했다고 말했다.
1995년 4월, 보스니아 휴전이 악화되자 카터는 보스니아에 대해 클린턴 행정부와 매일 연락을 취하고 있으며, 돌아갈 용의가 있지만 보스니아 정부의 승인이 필요하다고 확인했다.

#### 조선민주주의인민공화국
1990년부터 김일성 조선민주주의인민공화국 주석은 자신의 나라 대표들을 통해 카터에게 평양 방문을 요청했는데, 이는 "노후화된 원자로에서 제거된 핵연료봉 재처리 문제"가 심화되고 있었기 때문이었다. 전 대통령의 원자로 설계 배경을 알고 있던 그들은 미국과 다른 나라들과의 대결을 피하고 싶다고 주장했다. 1994년 6월, 카터 부부와 매리언 V. 크리크모어 주니어는 로버트 갈루치 대사와 3시간 동안 브리핑을 가졌다. 이 자리에서 갈루치는 카터에게 클린턴이 북한의 핵확산금지조약 불이행으로 인해 북한에 대한 제재에 전념하고 있다고 말했다. 카터는 카터 센터 대표로서 남북한 방문의 결과와 자신의 정부의 승인을 저울질한 후, 평양으로 갈 결정을 내렸다는 서한을 클린턴에게 보냈고, 대통령의 승인을 받았다. 클린턴은 카터를 통해 김일성이 체면을 구기지 않고 물러설 수 있는 방법으로 보았다.
여행을 앞두고 카터 부부는 국가안보보좌관 앤서니 레이크와 만났다. 카터는 레이크가 "우리와 많은 시간을 보내는 데 관심이 거의 없었다"고 회상했다. 카터 부부는 서울에 도착하여 제임스 레이니의 환영을 받았다. 레이니는 북한 정책의 배경에 대한 평가를 제공했다. 카터 부부는 판문점을 건넜는데, 이는 1953년 휴전 이후 평양으로 DMZ를 넘어가는 것이 허용된 최초의 인물들이었다. 카터 부부는 대동강 옆 영빈관에 머물렀다. 카터는 김영남과 만났는데, 김영남은 교착 상태를 끝내기 위한 카터의 제안에 강경한 반응을 보였다. 카터는 북한이 제재 위협에 대해 신경 쓰지 않는다고 보았다. "북한을 무법 국가로, 그들의 존경받는 지도자를 거짓말쟁이이자 범죄자로 낙인찍는 보류된 모욕일 뿐이었다." 카터는 김일성과 만났는데, 그는 김일성을 "82세였지만 활기차고 총명하며 문제에 대해 놀랍도록 잘 알고 있었다"고 회상하며, 북한 지도자가 의사 결정을 완전히 지휘하고 있다는 점에 의심의 여지가 없었다. 카터는 북한 핵 정책에 대한 발표를 하기 전에 자신의 역할, 브리핑, 김영삼과의 만남에 대해 설명했다. 김일성은 북한의 경수로 기술 획득에 대한 미국의 지원과 북한에 대한 핵 공격이 없을 것이라는 미국의 보증을 요청하며 카터의 모든 제안에 동의했다.
카터가 CNN 인터뷰를 하고 있을 때 토니 레이크가 그에게 할 말이 있다고 연락이 왔다. 레이크는 카터가 마련한 조건에 다른 나라들과 미국이 동의했다고 그에게 보고했다. 카터는 김일성, 그의 아내, CNN 카메라팀과 함께 보트를 탔다. 카터는 한국 전쟁 중 매장된 미군 유해를 발굴할 것을 주장했고, 김일성은 이에 동의했으며, 김영삼 남한 대통령과의 정상회담에 동의할 것을 촉구했다. 카터는 DMZ에서 한국 주재 미국 대사관으로 이동하여 워싱턴에서 자신의 행동에 대한 부정적인 반응을 알게 되었다. 카터는 앨 고어 부통령과 대화했는데, 고어는 그가 워싱턴으로 가는 것에 반대했다. 카터는 이에도 불구하고 워싱턴으로 갔는데, "그들이 김일성과 내가 결정한 것을 이해하지 못했거나, 그들의 선호가 어떤 종류의 추가 경제적 또는 군사적 대결이었다고" 느꼈기 때문이었다. 카터가 미국 대사관에서 자신이 연방 정부를 대표하지 않는 개인 시민임을 명확히 하기 위해 기자회견을 열자, 카터는 워싱턴 포스트에서 클린턴 행정부 관계자들이 자신에 대해 부정적인 발언을 인용한 기사를 발견했다.
카터는 밥 갈루치, 윈스턴 로드, 샌디 버거와 긴장된 회의를 가졌고, 그들에게 자신이 "문제에 대해 잘 알고 있고, 순진하지 않으며, 대통령에게 충성하고, 합리적으로 똑똑하다"고 말한 후 자신의 여행 보고서를 읽어주었다. 세 명 모두 자신들이 그러한 발언을 하지 않았다고 부인하며, 평양에서 온 잘못된 정보에 기반한 것이라고 주장했지만, 카터는 그들의 발언이 북한을 위협하고 유엔 제재를 추진하려는 그들의 지지 때문이라고 믿었다. 클린턴 대통령은 카터에게 전화를 걸어 그의 여행과 그 결과에 감사하다고 말했고, 카터는 이것이 자신에게 그렇게 말한 정부의 첫 번째 사람이라고 재치 있게 대답했다. 토니 레이크는 카터에게 전화를 걸어 전 대통령의 여행에 대한 지지를 확인하고 자신을 비판하는 배후에 자신이 없었다고 부인했다. 카터는 나중에 김일성에게 그들의 회의에서 이루어진 약속들을 상세히 적은 편지를 보냈고, 김일성은 그들의 합의를 확인했다. 카터는 클린턴에게 전화하여 약속이 지켜지면 "제재가 필요 없을 것"이라고 확신했다. 7월 김일성 사망 후, 김정일은 카터에게 아버지의 약속을 지킬 것이라고 확인하는 편지를 보냈다. 제네바 합의는 1994년 10월에 서명되었다.
카터는 2007년 저서 《백악관을 넘어서(Beyond the White House)》에서 북한에 대한 카터 센터의 개입이 "모든 노력 중 아마도 가장 논란이 많고 중요했을 것"이라고 주장했다.

### 1996년 대통령 선거
1996년, 카터는 민주당 전당대회에 참석하지 않았다. 당시 언론은 이것이 그와 현직 대통령이자 민주당 후보인 빌 클린턴 사이의 껄끄러운 관계 때문이라고 추측했다.

### 클린턴 두 번째 임기 (1997–2001)
1998년 9월, 카터는 에모리 대학교 학생들에게 연설하면서 르윈스키 스캔들에 대해 첫 공개 발언을 했다. 카터는 클린턴이 "폴라 존스 사건 진술서나 대배심 심문에서 진실을 말하지 않았다"고 평가하며, "하원의 고도로 당파적인 정렬"에 따라 하원이 클린턴을 탄핵할 것이라고 예측했지만, 상원이 "클린턴 대통령을 해임할 3분의 2 득표를 확보할 것"이라고는 의심했다. 클린턴은 12월에 하원에 의해 탄핵되었고, 1999년 2월에 상원에 의해 무죄가 선고되었다.
카터는 1999년 수단과 우간다 간의 나이로비 협정 협상에서 중요한 역할을 했다.
1999년 3월, 그는 대만을 방문하여 리덩후이 총통과 만났다. 리 총통과의 회담에서 카터는 대만이 민주주의, 인권, 경제, 문화, 과학 기술 분야에서 이룬 놀라운 발전을 칭찬했다.
2000년 11월, 카터는 아프리카의 HIV/AIDS에 대해 뉴욕 타임즈에 기명 논평을 썼는데, 당시 AIDS는 "말라리아를 제치고 대륙에서 단일 사망 원인 1위가 되어, 최근 수십 년간 많은 국가들이 생존 기대치에서 힘들게 얻은 성과를 되돌리고 있었다." 카터는 국가 원수와 정부 수반들에게 전염병의 심각성을 다룰 것을 촉구했으며, 아프리카 정부와 국제 파트너들이 새로운 사례를 예방하기 위해 협력할 것을, 그리고 카터 센터, 아프리카, "국가 정부, 마을의 자원 봉사 보건 인력, 국제 및 양자 지원 기관, 재단, 기타 비정부 기구 및 민간 기업" 간의 광범위한 파트너십을 촉구했다.
클린턴 대통령의 임기가 끝나갈 무렵, 활동가들은 클린턴 대통령에게 퇴임 전에 연방 사형 집행 유예를 선언할 것을 촉구하는 서한을 보냈다. 카터 부부는 활동가들을 지지하는 별도의 서한에 서명하며, 연방 사형 집행이 미국의 도덕적 권위를 훼손할 것이라고 주장했다.
2001년, 카터는 빌 클린턴 대통령의 논란이 된 마크 리치 사면을 "수치스러운 일"이라고 비판하며, 리치의 민주당에 대한 재정 기여가 클린턴의 행동에 영향을 미쳤을 것이라고 시사했다.

## 2000년대와 2010년대

### 2000년 대통령 선거
2000년 민주당 전당대회는 카터에게 프라임타임 헌사를 바쳤는데, 이는 그가 대통령직에서 물러난 이후 처음이었다. 카터가 1848년 선거에서 재커리 테일러 이후 처음으로 디프사우스 출신으로 대통령에 당선된 인물이라는 점은 그를 앨 고어 부통령과 더 가깝게 만들었으며, 전 대통령은 클린턴 부부보다 현직 부통령과 더 가까웠다. 2000년 11월 2일, 카터는 민주당 후보 고어를 지지하며 그의 인격을 언급했고, 사소한 차이로 고어에게서 등을 돌리는 민주당 유권자들이 휴버트 험프리가 1968년 선거에서 패배한 것을 반복할 수 있다고 경고했다. 대선 혼란 이후, 카터는 플로리다주 모든 표의 완전한 수작업 재검표가 이루어져야 한다고 주장했다. 그는 위원회가 고어와 조지 W. 부시 두 후보에게 이를 제안할 수 있으며, 자신도 그러한 위원회에 참여할 의향이 있다고 말했다.

### 조지 W. 부시 첫 임기 (2001–2005)
2001년 7월 인터뷰에서 카터는 부시에 대해 "그가 한 거의 모든 일에 실망했다"고 말했다. 카터는 2000년 선거에서 간신히 승리한 부시가 "민주당원과 공화당원뿐만 아니라 다른 관점을 가진 사람들에게도 다가설 것"이라고 희망했지만, 부시는 대신 딕 체니와 도널드 럼즈펠드와 같은 "자신의 행정부 내 보수적인 구성원들의 일부에 매우 엄격하게 순응했다"고 회고했다. 카터는 부시가 그의 아버지의 정책을 따라 서안 지구와 가자 지구에 있는 이스라엘 정착촌을 철거할 것을 요구하고 지구 온난화에 대한 교토 의정서를 지지할 것을 촉구했다.
카터는 2002년 5월 쿠바를 방문하여 피델 카스트로와 쿠바 정부와 심도 있는 논의를 가졌다. 그는 자신이 스페인어로 쓰고 발표한 연설을 통해 국영 TV와 라디오에서 무수정으로 쿠바 대중에게 연설할 수 있었다. 이 연설에서 그는 미국에 "효과 없는 43년 된 경제 금수조치"를 끝낼 것을 촉구하고, 카스트로에게 자유 선거를 실시하고, 인권을 개선하며, 더 큰 시민 자유를 허용할 것을 촉구했다. 그는 정치 반체제 인사들과 만났고; AIDS 요양소, 의과 대학, 생명공학 시설, 농업 생산 협동조합, 장애 아동 학교를 방문했으며; 아바나에서 올스타 야구 경기에 시구를 했다. 이 방문으로 카터는 1959년 쿠바 혁명 이후 재임 중이든 퇴임 후든 섬을 방문한 최초의 미국 대통령이 되었다.
2003년 3월 뉴욕 타임스에 게재된 기명 논평에서 카터는 이라크 전쟁의 결과에 대해 경고하고 군사력 사용 자제를 촉구했다. 9월 5일 도쿄에서 카터는 고이즈미 준이치로 총리와 만나 북한의 핵 프로그램 재개와 관련하여 "이 편집증적인 국가와 미국은 현재 제가 생각하기에 지역 및 세계 평화에 대한 가장 큰 위협에 직면해 있다"고 말했다. 같은 달 말, 카터는 우드로 윌슨 국제 학자 센터에서 연설하며 캠프 데이비드 협정을 언급하며 "오늘날 부시 대통령이 캠프 데이비드에서 이스라엘인들과 팔레스타인인들과 13일 동안 몰입하여 합의를 도출하는 것은 불가능할 것"이라고 주장했다. 카터는 이라크에 대한 미국의 개입, 북한의 핵 계획에 대한 우려, 테러와의 전쟁 및 핵무기 확산이 부시에게 "많은 외교 정책 문제"를 안겨주었으며, 이스라엘이 "불법 정착촌 정책을 중단하고" 아랍 국가들이 이스라엘의 존재 권리와 안보를 인정해야만 두 국가 해법이 가능할 것이라고 결론지었다.
2004년 10월 인터뷰에서 카터는 가디언지와의 인터뷰에서 이라크 전쟁은 부시와 토니 블레어 영국 총리가 "오도된 진술에 기반한 완전히 부당한 모험"이었다고 말했다. 카터는 부시가 9/11 테러를 이용하여 자신을 "많은 미국인들의 의식 속에서 영웅적인 총사령관, 미국에 대한 세계적인 위협과 싸우는" 존재로 격상시켰다고 비난하며, 동시에 이스라엘-팔레스타인 분쟁에 대한 그의 "노력 부족"과 전임자들이 시작한 핵 비확산 이니셔티브를 포기한 것을 비난했다. 카터는 11월 18일 클린턴 대통령 센터 헌납식에 부시 대통령과 조지 H. W. 부시 전 대통령, 클린턴 전 대통령과 함께 참석했다.

#### 노벨 평화상
2002년 10월 11일, 노르웨이 노벨 위원회는 카터를 노벨 평화상 수상자로 발표했다. 위원회는 전 대통령의 "국제 분쟁의 평화적 해결, 민주주의와 인권 증진, 경제 및 사회 발전 촉진을 위한 끊임없는 노력"에 수십 년간 헌신한 것을 칭찬했다. 이전에 여러 차례 노벨 평화상 후보에 올랐던 카터는 자신이 선정된 것에 감사하며, "카터 센터의 활동이 지난 20년간 세계에 훌륭한 기여를 했다는 것을 매우 명확하게 발표한 것"이라고 믿는다고 말했다.
팔레스타인 수석 협상가 사에브 에레카트는 1996년 팔레스타인 선거에 대한 카터의 감시를 회상하며, 전 대통령을 "항상 대화와 외교 및 평화로운 수단으로 분쟁을 해결하는 것을 옹호해 온 인물이지, 전쟁의 총을 통해 해결하는 것을 옹호한 인물이 아니다"라고 불렀다. 무스타파 칼릴 이집트 전 총리는 카터 없이는 "이집트와 이스라엘 간의 합의에 도달하기 어려웠을 것이다. 카터 씨는 그 합의에서 역사상 가장 중요한 역할 중 하나를 했다"고 말했다. 데즈먼드 투투 대주교는 전 대통령이 퇴임 후 "훨씬 더 효과적이었다"고 주장했으며, 그해 노벨 평화상 공동 후보였던 하미드 카르자이 아프가니스탄 대통령은 카터가 자신보다 더 상을 받을 자격이 있다고 인정했다.
현직 대통령으로는 시어도어 루스벨트, 우드로 윌슨, 버락 오바마 세 명이 노벨 평화상을 받았다. 카터는 퇴임 후 활동으로 이 상을 받은 유일한 인물이다. 그는 마틴 루터 킹 주니어와 함께 조지아주 출신 두 명의 노벨 평화상 수상자 중 한 명이다.

#### 베네수엘라
카터는 2004년 8월 15일 베네수엘라 소환 국민투표를 관찰했다. 유럽 연합 관찰자들은 우고 차베스 행정부가 너무 많은 제약을 가했다고 말하며 참여를 거부했다. 기록적인 수의 유권자들이 참여하여 59%의 "반대" 투표로 소환 시도를 부결시켰다. 카터 센터는 이 과정이 "수많은 불규칙성으로 고통받았다"고 밝혔지만, "투표 결과를 바꿀 정도의 사기 증거"를 관찰하거나 받지는 못했다고 말했다.
2004년 8월 16일 오후, 투표 다음 날, 카터와 아메리카 국가 기구 (사무총장) 세사르 가비리아는 공동 기자회견을 열어 선거 관리 위원회가 발표한 예비 결과를 지지했다. 카터는 감시자들의 조사 결과가 "오늘 선거 관리 위원회가 발표한 부분 결과와 일치했다"고 말했고, 가비리아는 OAS 선거 감시단의 구성원들이 "과정에서 사기의 요소를 발견하지 못했다"고 덧붙였다. 카터는 투표에서 "광범위한 사기"를 주장하는 야당 인사들에게 발언을 하면서, 모든 베네수엘라인들에게 "결과를 받아들이고 미래를 위해 함께 노력할 것"을 촉구했다.
펜 쇤 앤 벌랜드 (PSB)의 출구조사는 차베스가 20% 차이로 질 것이라고 예측했지만, 선거 결과 그가 20% 차이로 이긴 것으로 나타나자 더글러스 쇤은 "대규모 사기였다고 생각한다"고 말했다. U.S. 뉴스 & 월드 리포트는 여론 조사를 분석하며, "[펜 쇤 앤 벌랜드] 출구 조사가 결과를 정확하게 예측했고, 차베스의 선거 관리원들 그리고 카터와 미국 언론은 잘못된 정보를 얻었다고 믿을 만한 충분한 이유가 있다"고 지적했다. 출구 조사는 물론 베네수엘라 정부의 선거 기계 통제가 선거 사기 주장의 근거가 되었다. 그러나 AP 통신 보고서에 따르면 펜 쇤 앤 벌랜드는 친소환 단체인 수마테의 자원 봉사자들을 현장 조사에 사용했으며, 그 결과는 다른 다섯 개의 야당 출구 조사를 모순되었다.

### 2004년 대통령 선거
카터는 존 케리를 지지했으며, 인터뷰에서 그에 대해 "케리는 평생의 경험을 통해 이 곤란한 시기에 우리가 필요로 하는 대통령으로서의 자질, 전투력, 학습 능력, 결단력, 그리고 이상을 정확히 갖춘 사람이라고 생각한다"고 말했다. 카터는 2004년 민주당 전당대회에서 연설했다.

### 조지 W. 부시 두 번째 임기 (2005–2009)

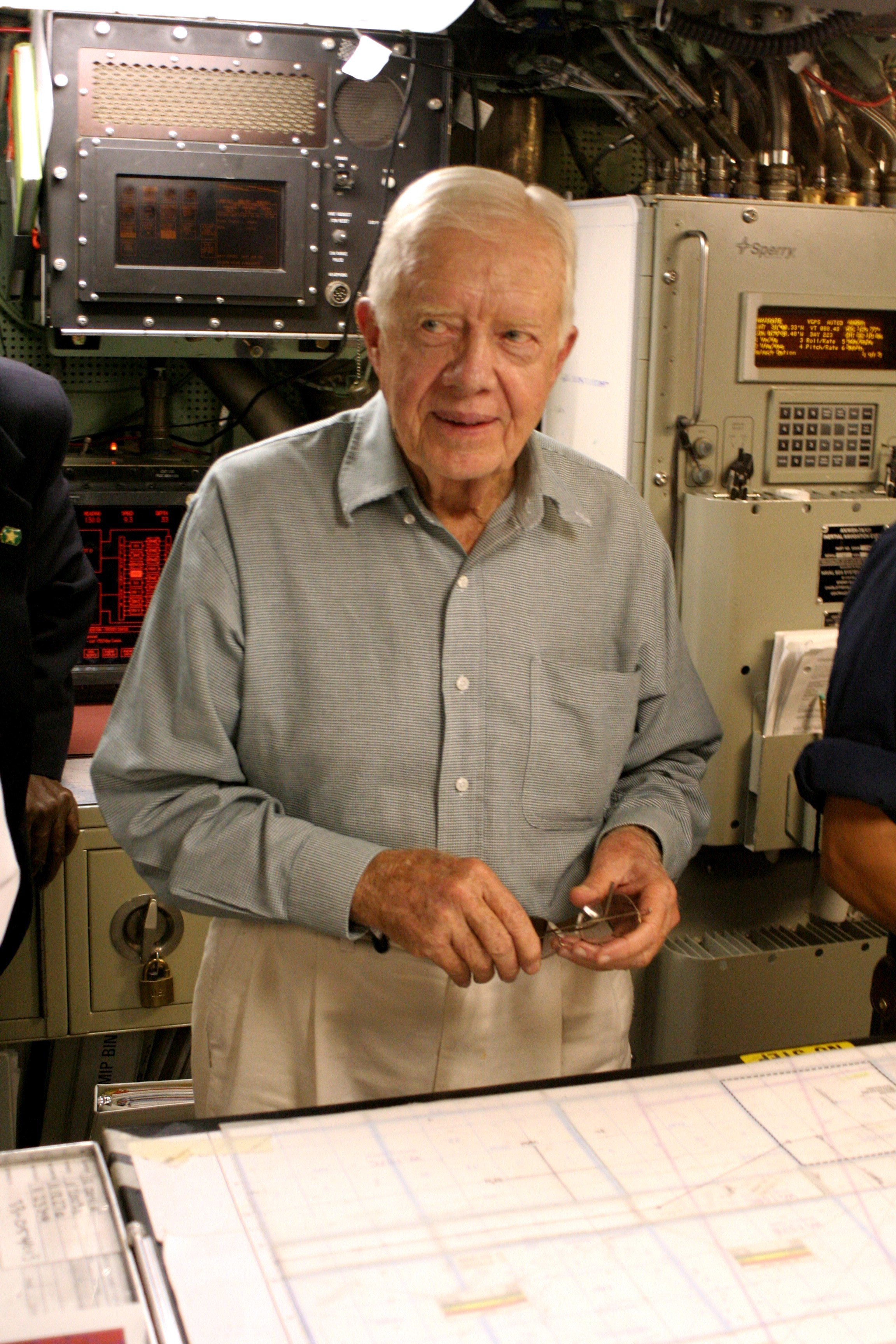
2005년 8월 11일, 자신의 이름을 딴 함선인 시울프급 공격 잠수함 USS 지미 카터의 제어실 항해 테이블을 살펴보는 카터

카터는 2005년 4월 교황 요한 바오로 2세의 장례식에 참석한 미국 대표단에 포함되지 않았는데, 이 대표단에는 부시 대통령과 조지 H. W. 부시 전 대통령, 클린턴 전 대통령이 포함되어 있었다. 피터 베이커에 따르면, 그 이유는 "의심, 적대감, 불신으로 점철된 고전적인 워싱턴의 복잡한 문제로, 전 대통령과 현 대통령 측 간의 균열을 다시 열었다." 카터 센터 대변인 존 무어는 카터가 바티칸이 대표단 수를 다섯 명으로 제한했으며 다른 사람들도 참석을 "열망"하고 있다는 사실을 알고 참석을 거부했다고 말했다. 백악관 대변인 스콧 매클렐런은 백악관이 카터에게 연락한 후 카터가 참석을 거부했다고 확인하며, "그가 대표단의 일원이 되는 것을 매우 기쁘게 생각했을 것"이라고 말했다. 9월, 카터는 애틀랜타에 있는 카터 센터 연례 회의에서 허리케인 카트리나에 대한 연방재난관리청의 대응을 "수치스럽다"고 비판하며, 미국은 뉴올리언스 재건에 집중해야 한다고 말했다.
2006년 2월, 카터는 코레타 스콧 킹의 장례식에 참석했다. 더 오클라호만은 카터와 조지프 로워리의 조지 W. 부시 대통령 비판 발언이 "우아함이 부족하다"고 비판하며, 두 사람이 "정치적 발언을 하기에 적절하지 않은 시기와 장소를 택했다"고 썼다. 같은 해 말, 카터는 론 클레이본에게 이라크에서 "부당한 전쟁"이라고 부른 전쟁을 시작하기 위해 "아프가니스탄과 알카에다와의 전쟁, 오사마 빈 라덴을 체포하려는 노력을 포기한 것은 끔찍한 실수였다"고 생각한다고 말했다. 카터는 부시를 개인적으로 비판하는 것을 꺼려했지만, 부시 행정부 "특히 부통령과 국방장관이 처음부터 이라크의 위험에 대해 미국 국민을 종종 고의적으로 오도했으며, 우리가 침공한 이후 이라크에서 무슨 일이 일어나고 있는지에 대해서도 미국 국민을 오도했다"고 말했다.
2007년 4월, 하원 의장 낸시 펠로시는 부시 행정부가 반대했던 시리아와의 대화를 시작하기 위해 시리아를 방문했다. 카터는 이 방문을 지지하며, "위기를 해결하는 가장 좋은 방법은 문제에 중요한 역할을 하는 사람들과 대화하는 것"이며, 그녀의 방문이 미국이 시리아와 한목소리로 대화하는 것을 막지 않을 것이라고 말했다. 5월 아칸소 민주-가제트와의 인터뷰에서 그는 외교 정책에 대해 "전 세계적으로 국가에 미치는 부정적인 영향으로 볼 때, 이 행정부는 역사상 최악이었다"고 말했다. 발언이 발표된 지 이틀 후, 카터는 NBC 투데이에서 "역사상 최악"이라는 발언이 "부주의했거나 오해되었다"며, "이 행정부를 역사상 다른 행정부와 비교한 것이 아니라, 단지 닉슨 대통령의 행정부와 비교한 것"이라고 말했다. "역사상 최악"이라는 발언이 발표된 다음 날, 백악관 대변인 토니 프라토는 카터가 "이러한 종류의 발언으로 인해 점점 더 무관해지고 있다"고 말했다.
2008년 10월, 카터는 서브프라임 모기지 사태의 원인으로 부시의 "끔찍한 경제 정책"을 지목하며, 특히 대통령의 "낭비적인 지출"과 막대한 차입 및 대폭적인 세금 감면을 언급했다. 카터는 부시의 재임 기간 전에는 미국이 예산 흑자, 낮은 인플레이션, 안정적인 경제를 가지고 있었다는 점을 지적하며, "경제적으로 이루어진 것을 바로잡는 데 수년이 걸릴 것"이라고 예측했다.

#### 엘더스
2007년 7월 18일, 카터는 남아프리카 공화국 요하네스버그에서 넬슨 만델라와 함께 엘더스에 참여한다고 발표했다. 엘더스는 평화와 인권 문제를 위해 함께 일하는 독립적인 글로벌 지도자 그룹이다. 엘더스는 주제별 및 지리적으로 특정 지역에 대해 전 세계적으로 활동한다. 이 단체의 주요 이슈 분야는 이스라엘-팔레스타인 분쟁, 한반도, 수단, 남수단, 지속 가능한 개발, 소녀와 여성의 평등을 포함한다.
카터는 엘더스의 활동에 적극적으로 참여하여 키프로스, 한반도, 중동 등 여러 곳을 방문했다 2007년 10월, 카터는 데즈먼드 투투를 포함한 여러 엘더스와 함께 다르푸르를 방문했다. 수단 보안 당국은 그가 다르푸르 부족 지도자를 방문하는 것을 막았고, 이로 인해 격렬한 설전이 오갔다. 그는 2012년 5월 동료 엘더인 락다르 브라히미와 함께 수단으로 돌아가 수단과 남수단 대통령들이 협상을 재개하도록 격려하고 분쟁이 민간인에게 미치는 영향을 강조하는 엘더스의 노력의 일환으로 활동했다.
2008년 11월, 카터 대통령과 코피 아난 전 유엔 사무총장, 그리고 넬슨 만델라의 아내인 그라사 마셸은 로버트 무가베 대통령의 정부에 의해 짐바브웨에 입국하여 인권 상황을 조사하는 것이 저지당했다. 엘더스는 대신 남아프리카 공화국에서 평가를 수행했으며, 요하네스버그에서 짐바브웨 및 남아프리카 공화국에 기반을 둔 정치, 경제, 국제기구 및 시민 사회 지도자들과 만났다.
2016년 5월, 엘더스는 카터가 조직에서 은퇴한다고 발표했다. 엘더스 의장 코피 아난은 카터의 공헌을 칭찬했다: "엘더스는 그의 추진력과 비전이 없었다면 오늘날과 같은 조직이 되지 못했을 것이며, 그는 앞으로도 우리 모두에게 오랫동안 영감을 줄 것이다."

### 2008년 대통령 선거
2007년 10월, 카터는 앨 고어 전 부통령에게 다시 대통령 선거에 출마할 것을 촉구했지만, 고어는 거듭 출마하지 않겠다고 주장했다. 카터는 고어가 "전 세계에 지구 온난화의 심각한 문제를 알렸다"고 언급하며, 고어의 노벨 평화상 수상이 "그가 또 다른 정치적 행사를 고려하도록 격려하기를" 바란다고 말했다.
2008년 1월, 월스트리트 저널과의 인터뷰에서 카터는 버락 오바마 상원의원과 그의 대선 운동을 칭찬하며, 카터 가족과 자신이 그의 출마에 긍정적인 영향을 받았으며, 오바마가 "우리나라와 정부에 존재하는 적대감을 자동으로 치유하는 요인이 될 것"이라고 예측했다. 4월, 아부자에서 카터는 오바마에 대한 측근들의 지지를 언급하며 다음과 같이 말했다: "오바마가 나의 조지아주에서 이겼다는 것을 잊지 마라. 625명이 사는 나의 마을은 오바마를 지지하고, 나의 자녀들과 그들의 배우자들도 오바마를 지지한다. 나의 손주들도 오바마를 지지한다." 유대인 지도자들과의 대화에서 오바마는 카터가 하마스와 만난 것을 비판하며, 미국은 "이스라엘 파괴를 목표로 하는 테러 단체와 협상해서는 안 된다. 그들이 테러를 포기하고, 이스라엘의 존재 권리를 인정하며, 과거 합의를 준수한다면 하마스와 만나야 한다"고 주장했다. 5월 25일, 카터는 힐러리 클린턴 상원 의원이 6월 3일 예비선거가 끝난 후 슈퍼 대의원들이 투표하면 "포기할 것"이라고 평가했다. 전 대통령으로서 카터는 2008년 민주당 전당대회의 슈퍼 대의원이었다. 카터는 힐러리 클린턴 상원 의원보다 버락 오바마 상원 의원을 지지한다고 발표했다. 카터는 힐러리 클린턴이 부통령 후보로 지명되는 것에 대해 "그것은 최악의 실수가 될 것"이라며, 여론 조사에서 미국 유권자의 50%가 힐러리 클린턴에 대해 부정적인 견해를 가지고 있다는 점을 언급하며 "두 후보의 부정적인 측면을 단순히 누적시킬 것"이라고 경고했다.
2008년 8월 인터뷰에서, 카터는 공화당 대통령 후보 존 매케인이 베트남 전쟁 중 전쟁포로 지위를 언급하며 "가능한 모든 이점을 최대한 활용하고 있다"고 비난했다. 매케인은 폭스 뉴스 출연 중 카터의 발언에 대해 "카터 전 대통령을 매우 존경하지만, 우리가 의견이 달랐던 것은 이번이 처음이 아니다. 대부분의 미국인들이 그 견해를 공유한다고 생각하지 않는다. 사실, 나의 지지자들 대부분은 나의 경험에 대해 더 이야기하라고 말한다. 그것들은 형성적인 경험이었다"고 응답했다.

### 오바마 첫 임기 (2009–2013)

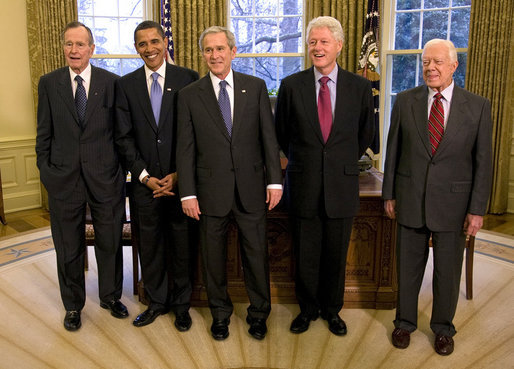
2009년 1월 7일, 오벌 오피스에서 부시, 클린턴, 카터 전 대통령이 버락 오바마 당선자와 조지 W. 부시 대통령을 만났다. 오바마는 13일 후에 공식적으로 취임했다.

2008년 12월, 카터, 클린턴, 부시 전 대통령이 오바마 취임식의 명예 공동 의장으로 발표되었으며, 취임 위원회는 이 역할을 "동료 시민들에게 사심 없는 봉사에 삶을 바친 양당의 저명한 미국인들"이 맡았다고 설명했다.
2009년 1월 28일, 오바마 취임 일주일 후, 카터는 찰리 로즈와의 인터뷰에서 오바마가 "훌륭한 대통령"이 될 것이라고 믿는다고 말했다. 9월, 카터는 브라이언 윌리엄스에게 "버락 오바마 대통령에 대한 강렬하게 드러난 적대감의 압도적인 부분이 그가 흑인이라는 사실에 기반하고 있다"고 믿으며, 인종차별적 경향이 "남부뿐만 아니라 전국적으로 많은 백인들이 아프리카계 미국인들이 이 위대한 나라를 이끌 자격이 없다고 믿기 때문에 표면으로 드러났다. 이는 끔찍한 상황이며, 나를 매우 슬프게 하고 걱정하게 한다"고 말했다. 이에 대해 로버트 기브스 백악관 대변인은 오바마가 "자신의 피부색 때문이라고 생각하지 않는다"고 말했다. 공화당 전국위원회 위원장 마이클 스틸은 카터의 발언을 "완전히 틀렸다. 이것은 인종 문제가 아니다. 정책에 관한 문제다"라고 비판했다. 11월 18일, 카터는 가난한 사람들을 위한 집을 짓기 위해 베트남을 방문했다. 지미와 로절린 카터 워크 프로젝트 2009로 알려진 일주일간의 프로그램은 북부 하이즈엉의 동싸 마을에 32채의 집을 지었다. 외교부 대변인 응우옌 프엉 응아의 말을 인용한 뉴스 소식통에 따르면, 프로젝트는 11월 14일에 시작될 예정이었다. 비정부 비영리 단체인 국제 해비타트 운동 (HFHI)이 운영하는 2009년 연례 프로그램은 전 세계 약 3,000명의 자원 봉사자들의 지원을 받아 베트남 및 기타 아시아 국가에서 166채의 집을 짓고 수리할 것이라고 조직은 웹사이트에서 밝혔다. HFHI는 2001년부터 베트남에서 저렴한 주택, 물, 위생 솔루션을 가난한 사람들에게 제공하기 위해 띠엔장과 동나이뿐만 아니라 호찌민시와 같은 성에서도 활동하고 있다.
2010년 10월, 카터는 오바마가 "공화당으로부터 어떤 협력도 받지 못하고 있다"고 말했지만, 자신은 재임 기간 동안 초당적인 지지를 받았다고 말했다. 카터는 2010년 선거 이후에도 오바마가 "2년 동안 대통령직을 유지할 것이며, 그는 이제 상황이 어떻게 될지 더 명확하게 파악했으므로 훨씬 더 강력한 발표를 할 것이며, 성공할 것이라고 믿는다"고 예측했다. 11월, 카터는 국가안보보좌관 토머스 E. 도닐런과 만날 예정이었으나, 오바마가 카터에게 잠시 들러달라고 요청했다. CBS 인터뷰에서 카터는 오바마가 다음 2년 동안 "승리하기 위해 더 독립적으로 싸울 것이며, 손을 내밀려 하지 않을 것"이며, 공화당이 2010년 선거 승리 후 "미국 정부의 주요 요소를 책임질 것"이라고 말했다.
2011년 3월, 카터는 쿠바를 방문하여 브루노 로드리게스 파리야 외교부 장관의 영접을 받았다. 카터 센터는 이 방문을 "쿠바 정부의 초청으로 이루어진 비정부 임무"라고 설명했지만, 일부에서는 카터의 방문이 미국 계약업자 앨런 그로스의 석방을 확보하는 데 도움이 되기 위한 것이라고 생각했다. 카터는 그로스와 만났고, 그를 "쿠바 정부나 쿠바 국민에게 심각한 위협이 되지 않는다고 믿는 사람"이라고 불렀다. 같은 기자회견에서 카터는 미국이 쿠바 5인을 석방하는 것을 지지한다고 밝히며, "그들의 재판의 원래 상황"이 의심스러웠으며, 쿠바에 대한 미국의 경제 금수조치를 끝낼 것을 주장했다. 6월 16일, 리처드 닉슨의 미국 마약과의 전쟁 공식 선언 40주년을 맞아 카터는 뉴욕 타임스에 기명 논평을 통해 미국과 전 세계에 "글로벌 마약 전쟁을 중단할 것"을 촉구하며, 그 달 초 글로벌 마약 정책 위원회가 발표한 이니셔티브를 명시적으로 지지하고 1977년 의회에 보낸 메시지를 인용하며 "[약물 소지]에 대한 처벌은 약물 사용 자체보다 개인에게 더 해로워서는 안 된다"고 말했다.

### 2012년 대통령 선거
민주당원임에도 불구하고 카터는 2011년 9월 중순 2012년 공화당 대통령 예비선거에서 밋 롬니 매사추세츠 주지사를 지지하는 이례적인 결정을 내렸다. 이는 그가 롬니를 지지해서가 아니라, 롬니와의 경쟁에서 오바마의 재선이 더 강력해질 것이라고 생각했기 때문이다. 카터는 밋 롬니가 오바마와의 대결에서 질 것이라고 생각하며, 오바마 대통령의 재선을 지지한다고 덧붙였다.
2012년 4월 인터뷰에서 카터는 백악관에 민주당원이 있기를 바라지만, 롬니 대통령직에도 편안함을 느낄 것이라고 인정했다. 그는 롬니가 "과거에 중도파 또는 진보주의자로서 주지사로서나 올림픽 운영자로서 꽤 유능했음을 보여주었다"고 생각했기 때문이다. 롬니는 선거 운동에서 카터를 반복적으로 언급하며 후자와 오바마 사이의 비교를 유도했다. 2012년 5월 여러 차례 출연에서 롬니는 오사마 빈 라덴 살해 임무를 승인했겠느냐는 질문에 "지미 카터도 그 명령을 내렸을 것"이라고 말했으며, 카터의 대통령 임기가 오바마 재임 기간보다 기업인들에게 더 좋았다고 말했다. 카터는 노스캐롤라이나주에서 열린 민주당 전당대회에 비디오 메시지로 연설했으며, 직접 참석하지는 않았다.

### 오바마 두 번째 임기 (2013–2017)

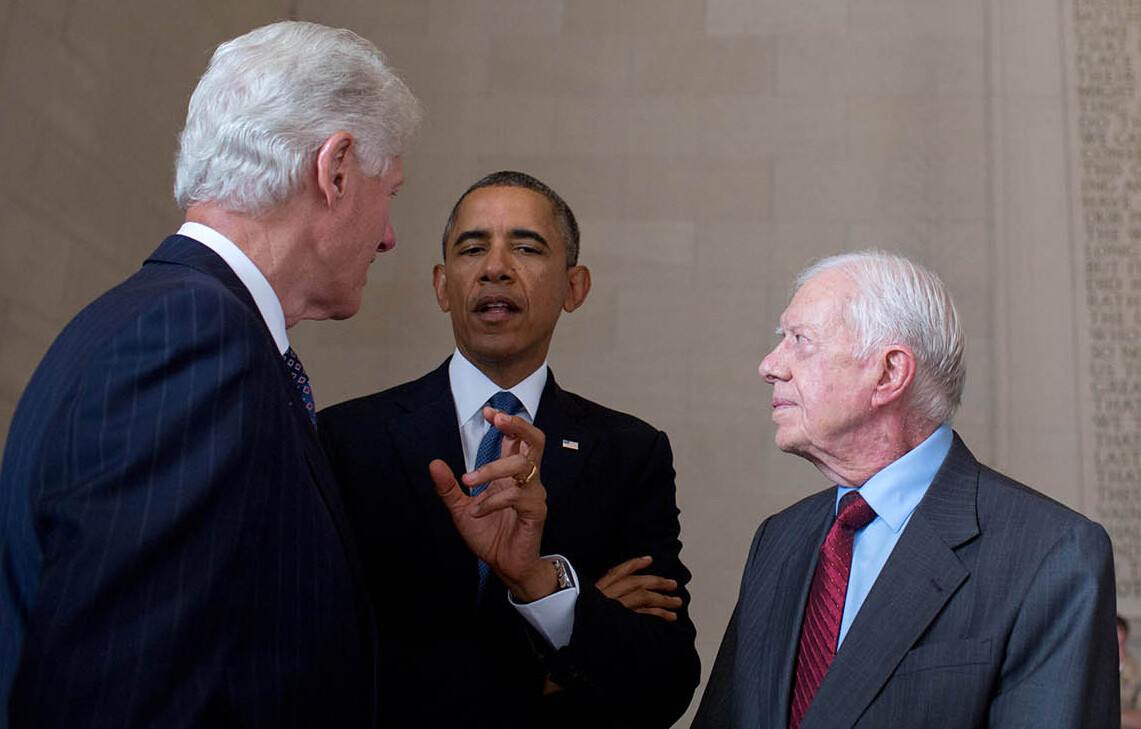
2013년 8월 링컨 기념관에서 열린 일자리와 자유를 위한 워싱턴 행진 50주년 기념식에서 클린턴, 카터 전 대통령과 오바마 대통령

2013년 초 인터뷰에서 카터는 오바마 행정부 초기 오바마를 만났지만, 그들은 "실제로는 아무 관계도 없다"고 말하며, 더 가까워지기를 바란다고 덧붙였다. 카터는 오바마가 많은 것을 이루지 못했다고 인정하며, 이를 역사상 "가장 비협조적인 의회" 때문이라고 돌렸다. 7월, 카터는 에드워드 스노든이 폭로한 현재 연방 감시 프로그램에 대해 비판하며 "미국은 현재 제대로 기능하는 민주주의가 아니다"라고 지적했다. 8월 28일, 카터는 링컨 기념관에서 열린 워싱턴 행진 50주년을 기념하는 "자유의 종을 울려라" 행사에 참석했다. 허리케인 샌디 이후, 카터는 허리케인 피해 지역인 유니언 비치에서 북동부 먼머스 해비타트 운동과의 제휴의 일환으로 주택을 재건했다. 2013년 미국 연방 정부 폐쇄가 진행되는 동안, 카터는 워싱턴의 양당이 유연해야 하며, 정부 채무 불이행의 가능성은 "건국 이래 이 나라에서 겪었던 어떤 금융 재앙과도 다를 것"이라고 말했다. 그는 단기적인 해결책이 또 다른 위기를 지연시킬 수 있을 뿐이라고 인정하며, 존 베이너 하원 의장이 자신의 당 내 어려운 파벌을 다루고 있음에도 불구하고 유능하고 용감하다고 칭찬했다. 같은 달 말, 마크 K. 업데그로브와의 인터뷰에서 카터는 오바마의 주요 업적이 건강보험개혁법(Affordable Care Act)이라고 말하며, 그 시행이 "기껏해야 의심스럽다"고 말하며, 오바마가 "상황 하에서 최선을 다했다"고 인정했다. 카터는 전 미국 대통령으로서 남아프리카 공화국 요하네스버그에서 열린 넬슨 만델라 기념식에 참석한 과거 및 현직 세계 지도자 중 한 명이었다. 

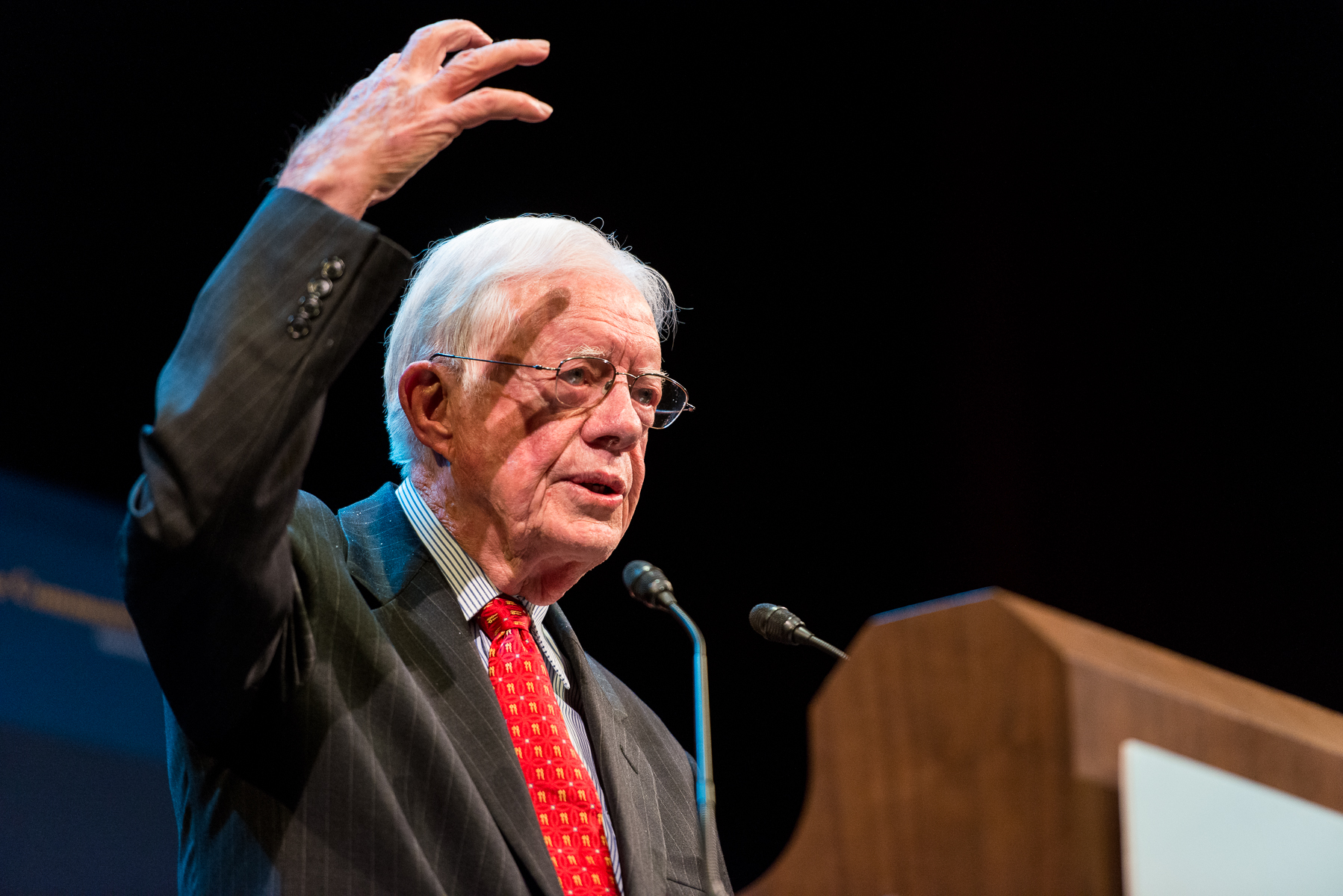
카터, 2013년

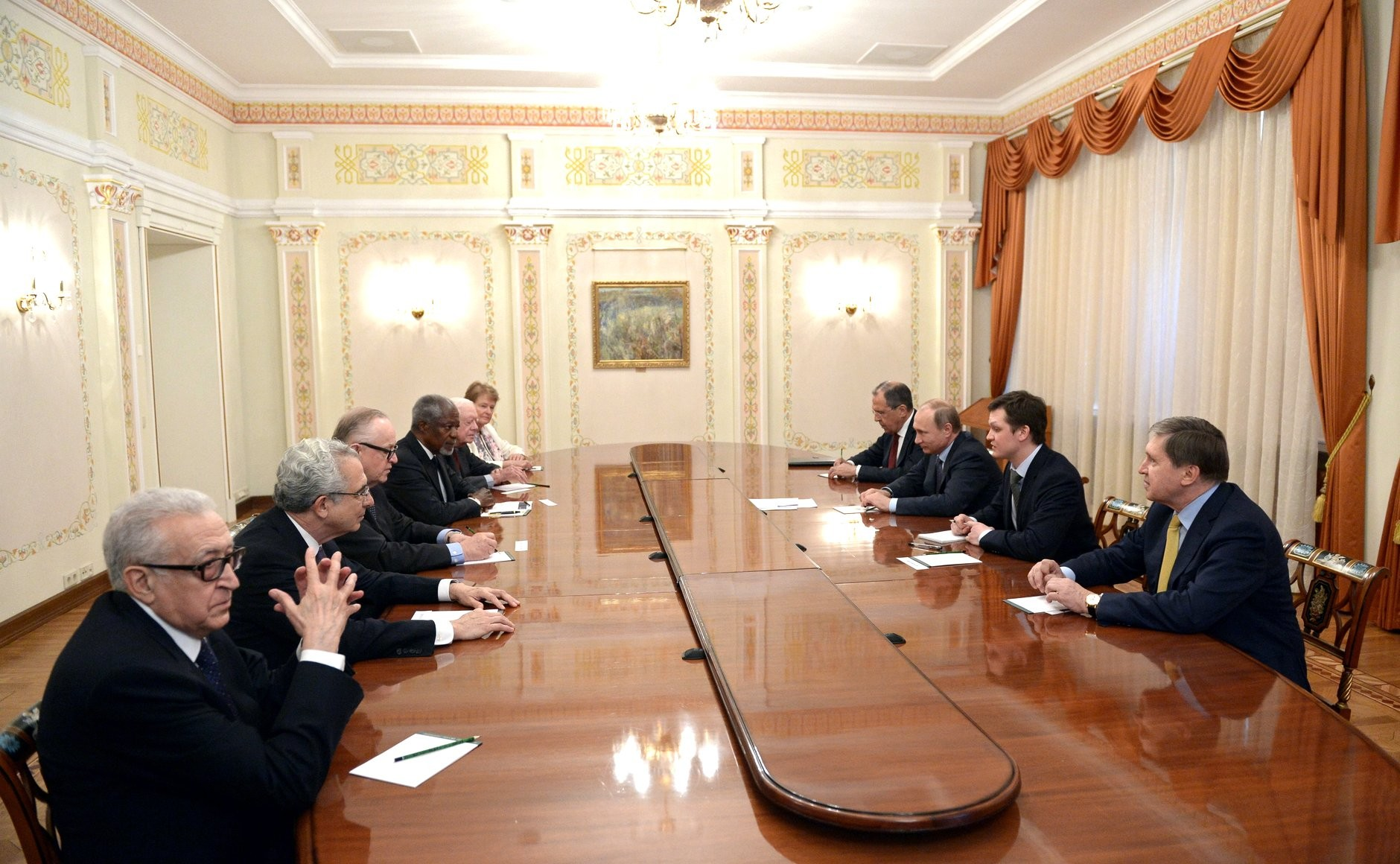
2015년 4월 29일, 모스크바 외곽의 노보오가료보 관저에서 블라디미르 푸틴 러시아 대통령과 엘더스 회원들과 함께 있는 카터

2014년 3월, 카터는 오바마와의 관계가 없음을 재확인하며, 앤드리아 미첼에게 클린턴, 조지 W. 부시, 레이건 전 대통령은 "불쾌한 인물"을 다룰 때 자신에게 도움을 요청했다고 언급했고, "이스라엘과 이집트 사이의 평화 문제에 있어서 카터 센터가 팔레스타인과 이스라엘 간의 동등한 대우에 대해 매우 강력하고 공개적인 입장을 취했기 때문일 것"이라고 추측했다. "이것은 대통령이 관여하고 싶지 않은 민감한 영역이었다." 힐러리 클린턴이 오바마 행정부에서 국무장관으로 재직한 기간이 끝나고 존 케리가 후임으로 부임한 지 1년 후의 전화 인터뷰에서 카터는 다음과 같이 말했다. "이 경우, 클린턴 국무장관은 평화를 가져오기 위한 조치를 거의 취하지 않았다. 이 모든 매우 중요하고 결정적인 문제들을 다시 시작한 것은 존 케리가 취임한 이후였다." 2014년 8월, 2014년 이스라엘-가자 분쟁 동안 카터는 메리 로빈슨과 함께 하마스를 이스라엘과의 평화 회담의 참여자로 포함시키고, 이 단체를 합법적인 정치 단체로 인정하며, 가자 지구 봉쇄를 해제할 것을 압박했다. 두 엘더스는 포린 폴리시 기명 논평에서 하마스가 폭력을 비난하고 이스라엘을 인정하며 과거 합의를 준수하는 데 동의한 최근의 하마스와 파타 간의 통합 협정이 기회를 제공했다고 지적했다. 카터와 로빈슨은 유엔 안전 보장 이사회에 가자 지구의 비인간적인 상황에 대해 조치를 취하고 봉쇄를 끝내도록 명령할 것을 촉구했다. 10월, 카터는 미국이 "시리아에 있을 때 이슬람 국가가 돈, 능력, 힘, 무기를 키우도록 내버려두었다"고 말했으며, 이라크 영토의 3분의 1은 ISIS가 수니 무슬림의 반대 없이 이라크로 진출한 후 버려졌다고 말했다. 카터는 시리아에 지상군을 파견하여 공중 작전을 유도해야 한다고 주장하며 오바마와 다른 입장을 보였고, 오바마의 외교 정책이 "긍정적인 행동"이 부족하다고 비판했다. 

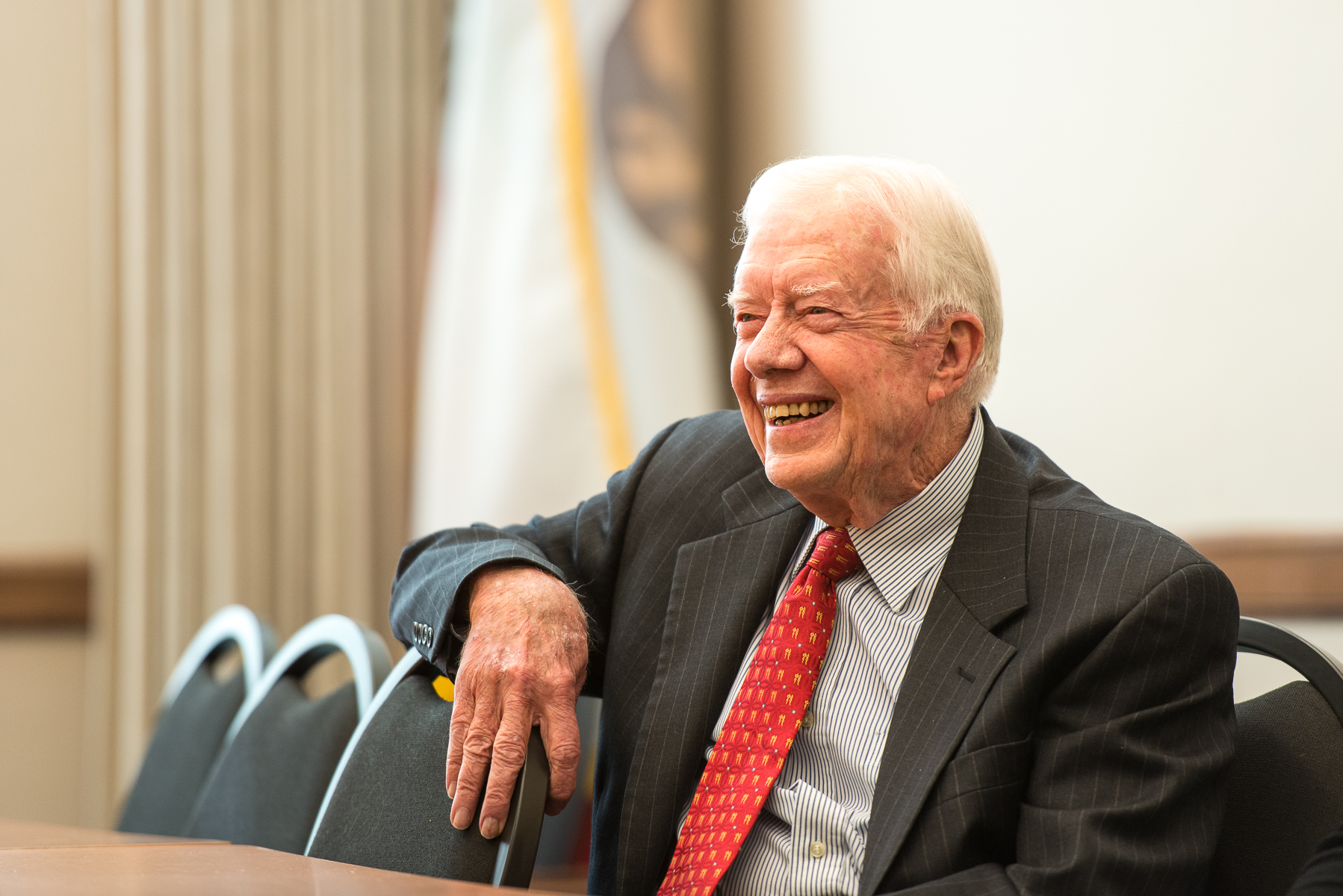
카터, 2013년 (회의실에 앉아)

2015년 7월, 밥 코커 상원의원이 이란이 포괄적 공동행동계획 협상에서 존 케리 국무장관을 "우롱했다"고 주장하자, 카터는 "코커의 발언은 부적절하고 실수였다"고 믿으며, "이란 핵 협정에 대해 틀렸다. 나는 그것이 매우 좋은 것이라고 생각한다"고 말했다.

### 2016년 대통령 선거
2015년 7월 8일, 카터는 도널드 트럼프 공화당 후보의 멕시코 불법 이민자에 대한 발언이 "매우 어리석고" "분별없다"고 말했다. 그는 트럼프가 예비선거에서 소수의 지지자를 확보하겠지만, "반짝 스타"에 불과할 것이라고 예측했다. 2015년 11월 1일 인터뷰에서 카터는 자신의 대통령직 추구 경험과 현재의 정치적 분위기 사이의 대조를 언급했다: "지금은 국가의 상황이 다르다고 생각한다. 그리고 사람들이 워싱턴에 도착하면 종종 교착 상태에 빠지고 양당 모두 상대방과 잘 지내지 못한다는 사실을 즐기는 것 같기 때문이라고 생각한다. 다른 환경이다."
2016년 2월 3일, 영국 런던의 상원에 출연한 카터는 트럼프와 그의 주요 경쟁자인 테드 크루즈 중 누구를 지지할 것인지 질문을 받았다. 카터는 트럼프를 선택하며, 트럼프가 "이미 완전히 유연하다는 것을 증명했다. 그가 백악관에 가서 정말로 싸울 만한 고정된 의견을 가지고 있다고 생각하지 않는다"고 설명했다. 5월 23일 인터뷰에서 카터는 트럼프 캠페인이 "내재된 인종주의의 잠재된 저수지를 건드렸다"고 말했다. 7월 2016년 민주당 전당대회 영상 메시지에서 카터는 트럼프가 "우리 나라가 세워진 가장 중요한 도덕적, 윤리적 원칙들을 거부하는 것 같다"고 묘사했다.
2017년, 카터는 2016년 민주당 대통령 경선에서 버니 샌더스 상원 의원에게 투표했다고 밝혔다. 총선에서는 힐러리 클린턴에게 투표했다. 인터뷰에서 카터는 러시아가 선거 결과에 영향을 미치지 않았다고 믿는다고 말했다.

### 트럼프 임기 (2017–2021)
카터는 트럼프 취임식에 참석하여, 92세의 나이로 취임식에 참석한 최고령 대통령이 되었다. 2017년 8월 10일, 북한과 미국의 지도자들이 서로 무력 위협을 가하는 가운데, 카터는 이러한 수사가 "아마도 미국과 북한 간의 선의의 평화 회담 가능성을 없앴을 것"이라고 평가했다. 2017년 9월, 허리케인 하비에 대한 대응으로 카터는 CNN에 기명 논평을 썼는데, 재난 이후 미국인들의 선량한 면모가 드러난다고 밝혔다. 그는 원 아메리카 어필과 협력하여 조지 H. W. 부시 전 대통령, 빌 클린턴 전 대통령, 조지 W. 부시 전 대통령, 버락 오바마 전 대통령과 함께 미국 걸프 연안과 텍사스주 지역의 허리케인 하비 및 허리케인 어마 피해자들을 돕기 위해 노력했다. 같은 달 말, 카터는 에모리 대학교 학생들에게 연설하면서 트럼프 대통령이 의회에 문제 해결을 위한 6개월 기한을 주어 DACA 프로그램에 대한 대중의 관심을 불러일으킨 것이 부시와 오바마 행정부 모두 해결하지 못했던 포괄적인 이민 개혁으로 이어질 수 있다고 말했다. 10월, 카터는 트럼프 대통령이 국가 제창 시위에 대한 자신의 반응 때문에 미국 내 인종적 분열을 악화시키고 있다고 말했다. 비록 의도적인 것은 아니었을지라도 말이다. 그는 선수들이 국가 제창 시에 서 있기를 바란다고 덧붙였다. 같은 달 모린 다우드와의 인터뷰에서 카터는 미국과 북한 간의 고조되는 긴장을 해결하는 데 트럼프를 도울 의사가 있다고 밝혔으며, H. R. 맥매스터 국가안보보좌관에게 북한에 대한 미국 외교 특사로 봉사할 의사가 있음을 통보했다고 확인했다. 

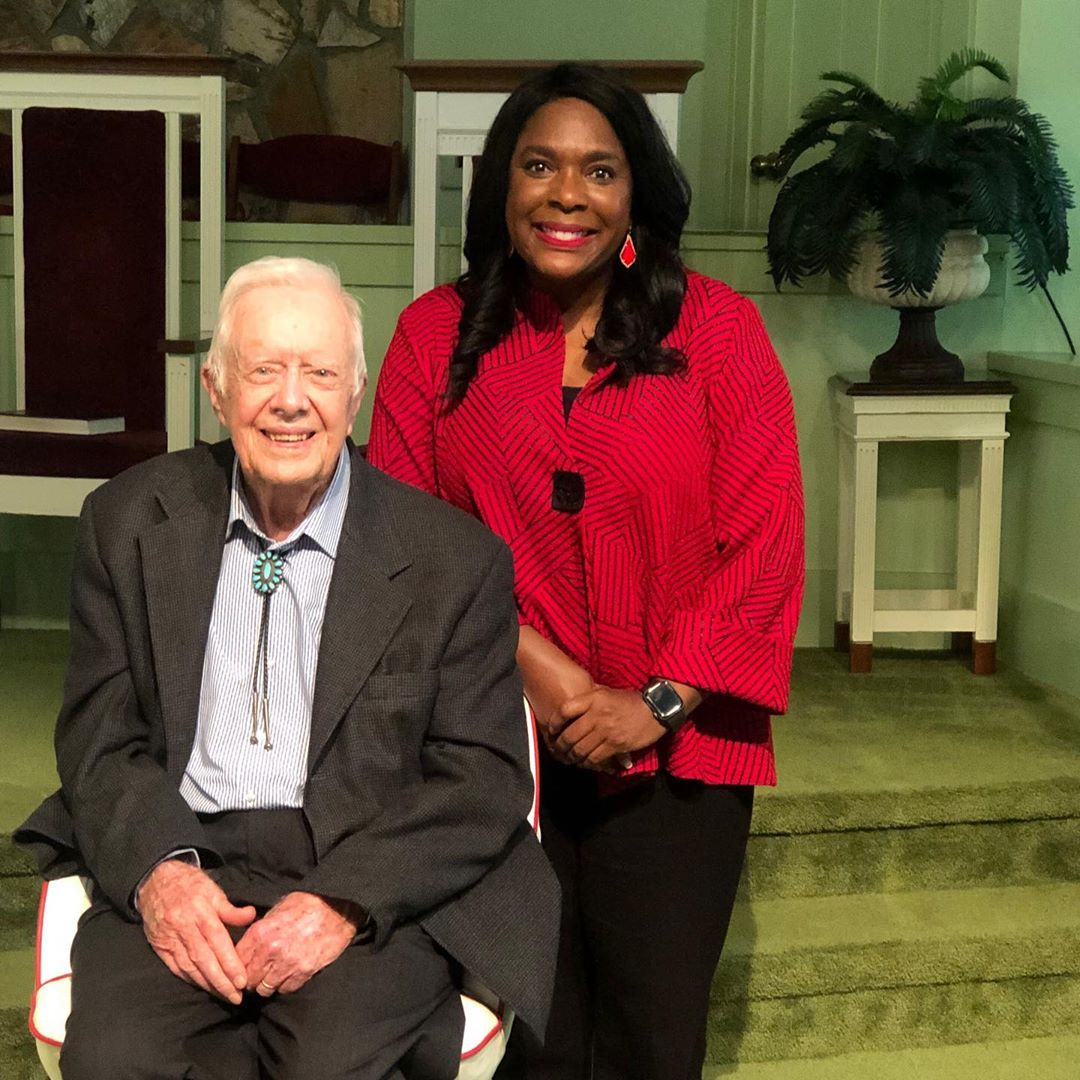
2019년 테리 시웰과 카터

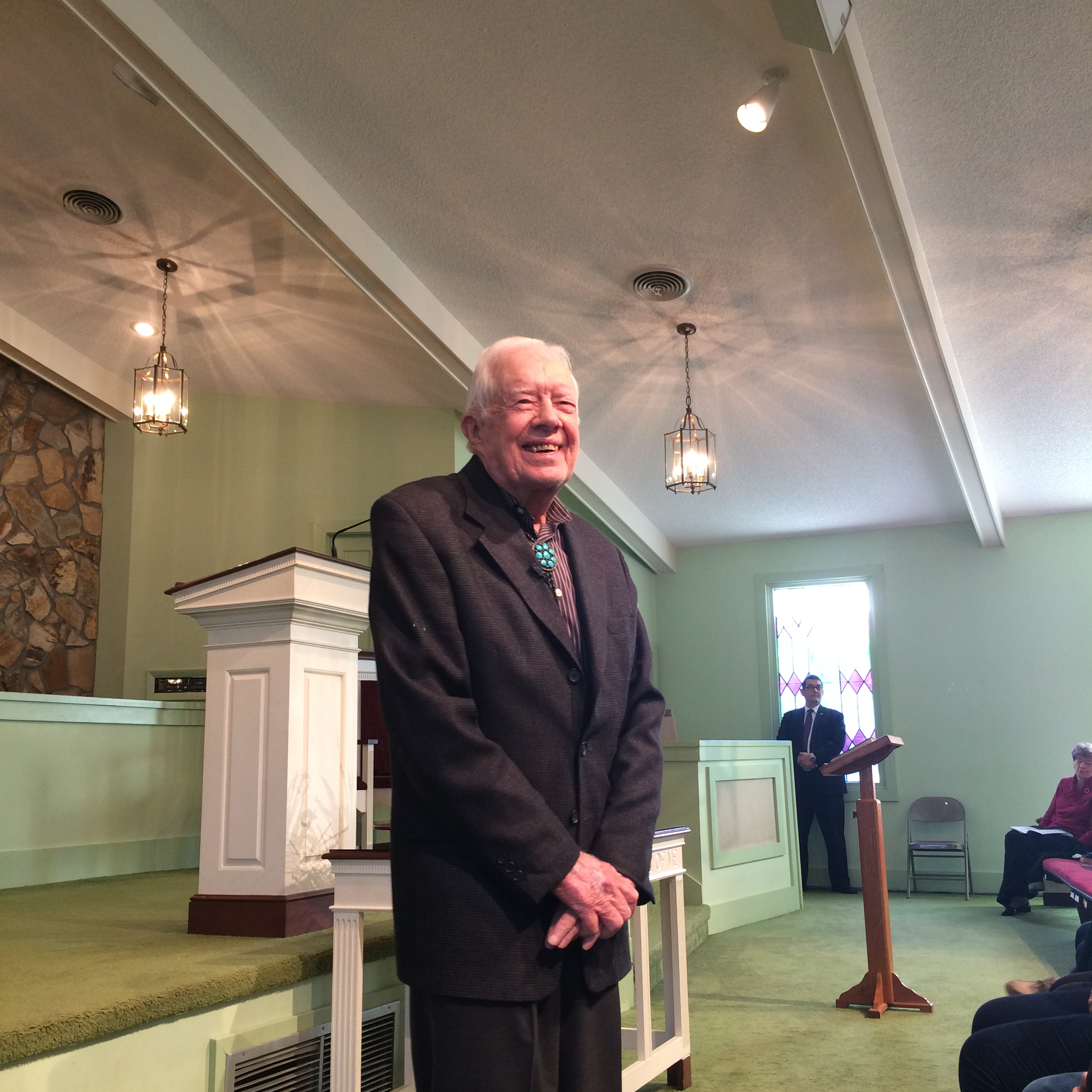
카터, 2017년

2018년 3월, 트럼프 대통령이 김정은 북한 지도자와의 회담에 동의하자 카터는 이 결정에 대한 지지를 표명하며, 미국이 북한과의 핵 대결을 피할 수 있다면 "놀라운 성과"가 될 것이라고 말했다. 같은 달 말, 카터는 트럼프 대통령의 탄핵에 반대한다고 밝혔으며, 의회와 대법원의 감독만으로도 그를 제어하기에 충분하다고 믿는다고 말했다. 카터는 또한 트럼프가 "잘 하고 싶어한다"고 믿으며, 그를 도울 의향이 있다고 말했다. 5월, 트럼프가 오바마 행정부에서 발효된 포괄적 공동행동계획에서 탈퇴한다고 발표하자, 카터는 이 결정이 "트럼프가 지금까지 저지른 최악의 실수일 수 있다"고 말했다. 카터는 대통령이 서명한 협정은 "상황이 극적으로 변하지 않는 한" 후임자들도 유지해야 하며, 탈퇴는 "미국이 협정에 서명하더라도 지켜지지 않을 수 있다는 메시지를 북한에 보낸다"고 평가했다. 11월, 조지 H. W. 부시의 사망 후, 카터는 전 행정부가 "우아함, 예의, 사회적 양심으로 특징지어졌다"며, 부시가 빛의 요점(Points of Light) 이니셔티브를 통해 "독특한 미국적 자원봉사 정신과 초당적 지지"를 포용했다고 말했다. 카터는 살아있는 전 대통령들과 함께 부시의 장례식에 참석했다.

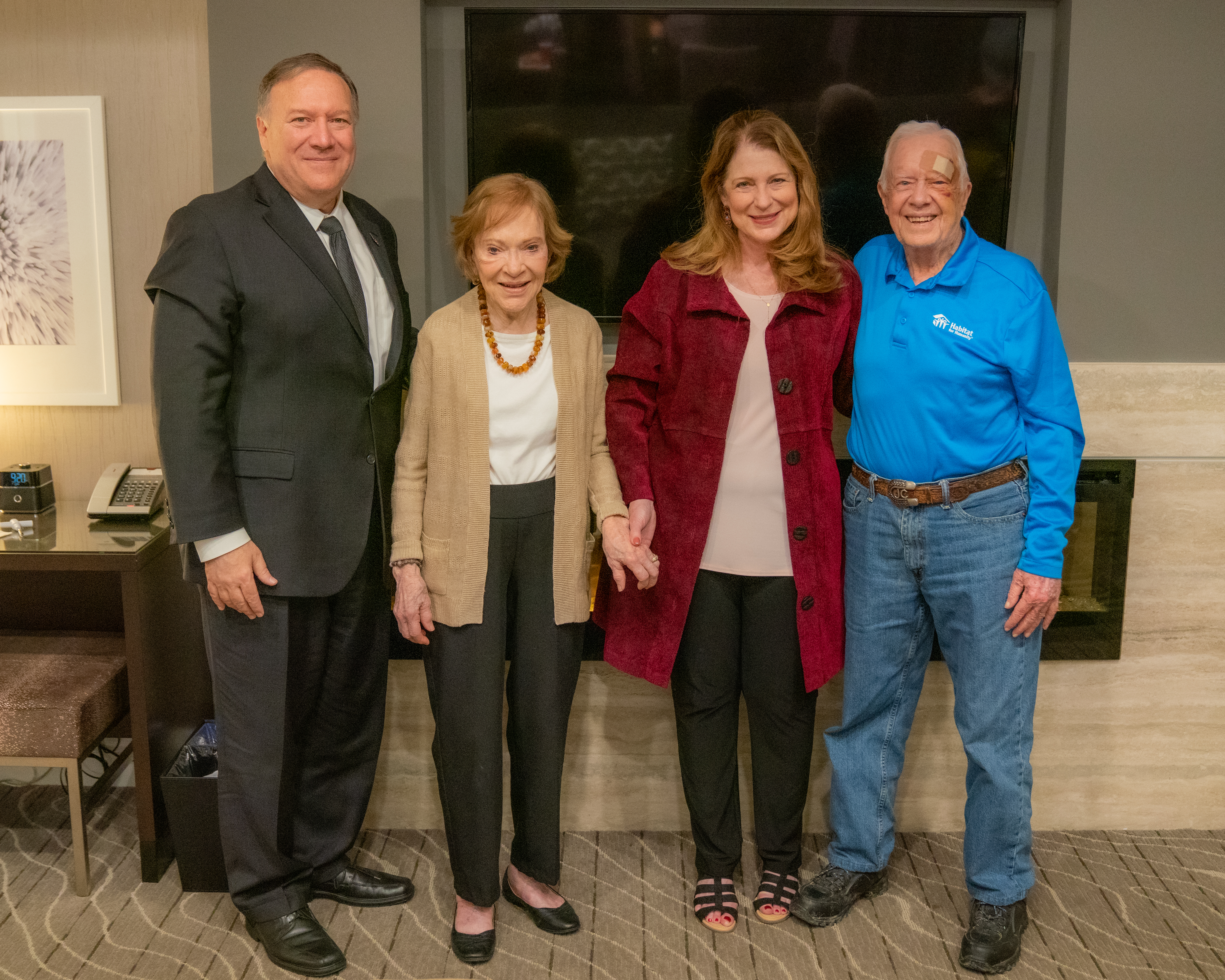
2019년 10월 마이크 폼페이오 국무장관과 카터

2019년 1월, 트럼프는 멕시코-미국 국경에 벽을 건설하는 데 대해 전 대통령들로부터 지지를 받았으며, 재임 중 같은 정책을 추구하지 못한 것을 후회했다고 주장했다. 카터는 이 주장을 부인한 마지막 전 대통령으로, 트럼프와 국경 장벽에 대해 이야기한 적이 없으며 그 아이디어를 지지하지 않는다는 성명을 발표했다. 4월, 카터는 트럼프로부터 전화를 받았는데, 트럼프는 중국이 미국을 "앞서고 있다"는 우려를 표명했다. 카터는 이에 동의하며, 중국의 강점은 무력 분쟁에 개입하지 않는 데서 비롯된다고 말했고, 미국을 "세계 역사상 가장 호전적인 국가"라고 불렀다. 6월, 카터 센터가 주최한 패널 토론에서 카터는 "완전한 조사를 통해 트럼프가 2016년 선거에서 실제로 승리하지 않았다는 것이 밝혀질 것"이며, "러시아가 그를 대신하여 개입했기 때문에 그는 대통령직에 올랐다"고 말했다. 카터는 또한 트럼프에게 러시아의 간섭을 비난하고 그들의 간섭을 인정할 것을 촉구했다.
10월, 트럼프 행정부가 트럼프 대통령이 우크라이나에게 조 바이든을 조사하도록 압력을 가하기 위해 권한을 남용했다는 의혹에 직면하자, 카터는 MSNBC에 트럼프가 증인과 문서 제출을 막음으로써 "교착 상태에 빠졌다"고 말하며, 만약 사실이 "그가 실제로 저지른 일이 점점 더 많다는 것을 밝혀낸다면, 물론 탄핵과 해임이 가능할 것"이라고 경고했다.
2020년 1월, 트럼프가 중동 평화 계획을 발표하자 카터는 이 계획이 "이스라엘인과 팔레스타인인 사이의 정의로운 평화 전망을 약화시킨다"고 비난하며, 두 국가 해법을 망칠 것이라고 주장하는 성명을 발표했다. 카터는 유엔 회원국들이 "유엔 안전 보장 이사회 결의를 준수하고, 팔레스타인 영토를 더 차지함으로써 제안을 일방적으로 이스라엘이 이행하는 것을 거부할 것"을 주장했다. 2020년 4월, 트럼프가 코로나바이러스감염증-19와 중국에 대한 경고를 검토하기 위해 세계보건기구의 자금 지원을 중단한다고 발표하자, 카터는 이 결정에 "낙담했다"고 말하며, WHO를 "이 바이러스를 통제하려는 노력을 이끌 수 있는 유일한 국제기구"라고 불렀다. 6월, 조지 플로이드 사망 사건 이후 미국 전역에서 시위가 발생하자 카터는 권력과 특권, 도덕적 양심을 가진 자들에게 "인종 차별적인 경찰 및 사법 시스템, 백인과 흑인 간의 부도덕한 경제적 불평등, 그리고 우리의 통일된 민주주의를 훼손하는 정부 행동에 대해 '더 이상 안 된다'고 나서서 말할 것"을 촉구하는 성명을 발표했다. 카터는 1971년 조지아 주지사 취임 연설에서 인종 차별 시대가 끝났다고 선언했던 것을 회상하며, "거의 50년이 지난 오늘, 나는 그 말을 깊은 슬픔과 실망과 함께 반복한다"고 한탄했다.

## 2020년대

### 2020년 대통령 선거
2019년 비연속 재선에 출마할 것인지, 2020년에 출마할 것인지 묻는 질문에 카터는 대통령의 연령 제한이 있어야 한다고 말했다. 그는 80세에 대통령직을 감당할 수 없었을 것이라고 말했다. 이는 2020년 민주당 선두 주자들(버니 샌더스 78세, 엘리자베스 워렌 70세, 조 바이든 76세)의 신뢰를 떨어뜨리는 것으로 간주되었다. 카터는 2020년 민주당 전당대회에 늦게 참석하여 조 바이든을 음성 메시지로 지지했다. 2021년 1월 6일, 미국 국회의사당 습격 사건 이후, 살아있는 다른 세 명의 전직 대통령들, 버락 오바마, 조지 W. 부시, 빌 클린턴과 함께, 지미 카터는 이 공격을 비난하며 자신과 아내가 이 사건에 "충격받았다"고 밝히고, 일어난 일이 "국가적 비극이자 우리 국민의 모습이 아니다"라고 덧붙였다. 그는 또한 "전 세계의 혼란스러운 민주주의 국가들에서 선거를 관찰해왔기 때문에, 우리 국민이 이 절벽에서 벗어나 평화롭게 국가의 법을 지킬 수 있도록 단결할 수 있다는 것을 안다"고 말했다.

### 바이든 임기 (2021–2024)

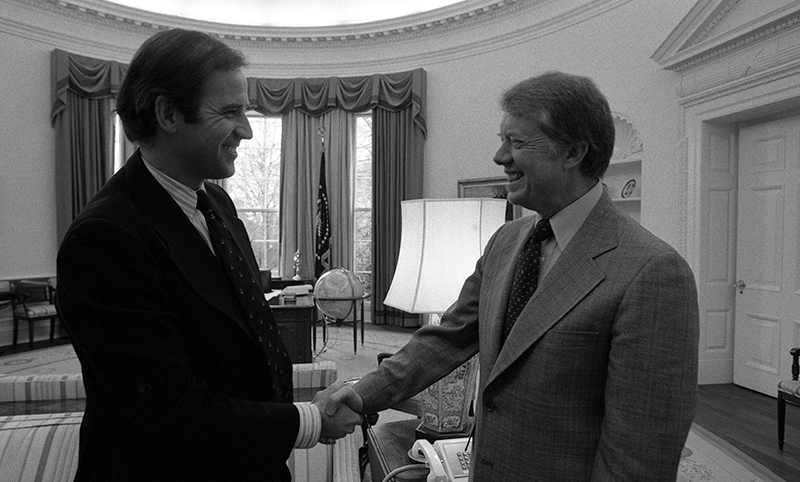
1978년 조 바이든 당시 상원의원(미래 대통령)과 지미 카터 대통령

카터는 2021년 1월 20일 조 바이든 대통령 취임식에 참석하지 못했지만, 녹음된 오디오 메시지를 전달했다. 바이든 대통령은 또한 취임식 직전 카터와 통화했다고 밝혔다. 2021년 4월, 그의 전 부통령인 먼데일이 사망하자 카터는 그의 죽음을 애도하는 성명을 발표했다. 먼데일을 "우리나라 역사상 최고의 부통령"이라고 여겼던 카터는 그가 "자신의 정치적 기술과 개인적 성실성을 사용하여 부통령직을 전례 없는 역동적이고 정책 주도적인 세력으로 변화시켰으며, 이는 오늘날에도 여전히 존재한다"고 칭찬했다.
4월 말, 카터 부부는 플레인스에 있는 자신들의 집에서 바이든 부부와 1시간 동안 방문했다. 회담 후 바이든은 자신과 카터가 "옛날 이야기에 대해 앉아서 이야기했고, 그가 나에게 알아줬으면 하는 목사 친구를 소개해줬고, 로절린도 훌륭했다"며, 전 대통령의 건강이 "좋아졌다"고 전했다.
2022년 2월, 러시아가 우크라이나를 침공하자 카터는 이 침공이 "국제법과 우크라이나 국민의 기본적인 인권을 침해한다"고 밝히며, "유럽과 전 세계의 안보를 위협하는 우크라이나 주권에 대한 부당한 공격"을 비난했다. 그는 푸틴에게 군사 행동을 중단한 후 평화를 추구할 것을 촉구했으며, 미국과 동맹국들이 "평화, 안보, 자결권을 위한 우크라이나 국민과 함께 서야 한다"는 지지를 표명했다. 7월, 카터와 제임스 베이커 전 국무장관은 수전 콜린스와 조 맨친 상원 의원이 주도하는 선거인단 계산법 개혁을 목표로 한 협상을 지지하는 기명 논평을 썼다. 카터와 베이커는 이 법이 구시대적이고 잠재적으로 위헌적이며, 과거 선거에서 의원들이 선거인단 투표에 이의를 제기하려는 다양한 시도 이후 혼란스러워졌다고 썼다. 그들은 이 법을 변경할 필요성이 "우리의 선출된 지도자들이 오늘날 워싱턴을 특징짓는 제로섬 게임 정치에 갇혀 있을 수 없을 정도로 크다"고 지적했다. 8월, 카터 부부는 카터 지지자회에서 전 영부인의 다가오는 생일을 기념하는 거대한 나비 동상 헌납식에 드물게 모습을 드러냈다. 부부는 참석자들과 한 시간 동안 대화했다. 11월, 미국 제9순회 항소법원은 3인 재판부의 판결을 뒤집고 알래스카의 이제벸 국립 야생동물 보호구역을 통과하는 도로 건설을 허용하려는 도널드 트럼프 1기 행정부 제안의 토지 교환에 대한 재심을 예정했다. 이례적인 조치로, 카터는 환경 단체들의 소송을 지지하는 의견을 제출하며, 이 토지 교환이 카터 재임 기간 말인 1980년에 통과된 알래스카 국립 관심 토지 보존법 (Anilca)을 위반한다고 말했다. 카터는 이 법이 제출 당시 "나의 정치적 삶에서 가장 중요한 국내 업적일 수 있다"고 말했다.
2024년 8월, 바이든의 대선 출마 포기 후, 카터는 카멀라 해리스 부통령을 대통령으로 지지했다.
2024년 8월 1일, 카터 센터는 애틀랜타 폭스 극장에서 카터의 100번째 생일을 기념하기 위한 '지미 카터 100: 노래로 하는 축하' 행사를 개최한다고 발표했다. 이 행사는 9월 17일에 열렸다.
2024년 10월 1일, 카터는 100세가 되었다.
카터는 2024년 12월 29일, 조지아주 플레인스에 있는 자택에서 100세의 나이로 사망했다.

## 중동

### 이란
1981년 9월, 카터는 일본의 저명한 사업가들에게 연설하면서 중동의 긴장이 석유 공급 중단을 "지속적인 위협"으로 만들고 있다고 경고했다. 그 후 카터는 인터뷰에서 루홀라 호메이니 최고 지도자를 비판했다: "그는 예측 불가능하고, 위기 상황에서 약하며, 자신의 추종자들을 배신하고, 부하들에게 충성심이 없다." 카터는 또한 호메이니의 영향력이 "급격히 약화되고 있다"고 믿으며, 주이란 미국 대사관 인질 사건을 "내 인생에서 가장 고통스럽고 가장 고통스러운 경험, 미국 인질들이 잡힌 것"이라고 불렀다.

### 이스라엘-팔레스타인 분쟁

#### 1980년대와 1990년대
1981년 8월 9일, 안와르 사다트 이집트 대통령을 기리는 행사에서 카터는 "모든 팔레스타인 지도자들이 폭력 사용을 포기하고 이스라엘의 평화적 존재 권리를 인정할 때"라고 말했다. 그는 또한 사다트를 통해 여전히 평화가 가능하지만, 캠프 데이비드 협정 이후 이러한 노력의 진전이 지속되지 못했다고 말했다. 1981년 9월, 카터는 메나헴 베긴 이스라엘 총리와 그의 집에서 회담을 가졌는데, 카터는 베긴이 자국이 전년도에 카터 행정부가 제안한 팔레스타인 자치 제안을 이제 수용할 의향이 있다고 주장했다고 밝혔다. 10월, 사다트의 암살 이후 카터는 그의 장례식에 참석하여 사다트의 후임자인 호스니 무바라크가 "사다트 대통령이 시작한 평화 프로세스"를 계속 추진하는 데 전념하고 있다고 믿는다고 말했다.
1982년 9월 23일, 사브라-샤틸라 학살 이후, 카터는 기자들에게 학살이 평화를 안정화하는 데 캠프 데이비드 협정의 중요성을 보여주었으며, 베긴 총리가 "이 무고한 사람들의 학살에 대한 완전한 조사를 요구하지 않은 것은 끔찍한 실수였다"고 말했다.
1983년 3월, 카터는 이집트를 일주일간 방문하여 팔레스타인 해방기구 회원들과 만났다. 3월 8일 기자회견에서 그는 자신이 에모리 대학교 교수 자격으로 그곳을 방문했으며 미국을 대표하는 것이 아니라고 말했다. 카터, 에모리 교수 케네스 슈타인, 카터 행정부 전직 관리들은 사우디아라비아, 레바논, 이집트, 요르단, 이스라엘, 팔레스타인 공동체의 국제 인사뿐만 아니라 미국 정부 대표들을 카터 센터에 초청하여 "이스라엘과 이웃 국가 간의 평화 전망을 평가했다." 브리핑 후, 문제의 복잡성을 해결하기 위해 미래에 취해야 할 단계에 대한 통찰력을 얻은 후, 카터와 포드는 워싱턴으로 가서 의회 지도자들과 레이건 행정부 관리들에게 브리핑을 제공했다.
1987년 3월, 카터는 이집트를 개인적으로 방문하여, 이스라엘이 캠프 데이비드 협정에서 약속한 바를 지키지 않아 팔레스타인인의 무국적 상태를 야기했다고 말했다.
1990년 4월, 카터는 파리 (프랑스)의 크리용 호텔에서 야세르 아라파트와 만났다. 카터는 아라파트가 "지난 몇 달 동안 평화 프로세스를 촉진하기 위해 모든 노력을 다했다"고 칭찬했으며, "이스라엘, 팔레스타인, 시리아, 요르단, 레바논의 국민들의 우려를 제대로 대변하지 못하는" 지도자들이 평화의 장애물이라고 지적했다. 아라파트는 카터와 프랑수아 미테랑 프랑스 대통령과의 만남이 평화 프로세스에 "새로운 추진력"을 주었다고 말했다.
1991년 마드리드 회의가 진행되는 동안, 조지 H. W. 부시 대통령과 제임스 베이커 국무장관이 이 지역에서 적극적으로 활동하자, 카터 센터는 연방 정부에 협력하여 직접적인 개입을 줄였다.
1995년 11월 이츠하크 라빈 총리 암살 후, 카터는 "그의 용기 있는 평화 노력의 유산이 방해받지 않고, 과거에 그를 지지했던 것보다 더 많은 이스라엘인들에 의해 계속되기를 바라고 기도한다"고 말했다. 카터는 클린턴과 조지 H. W. 부시 전 대통령과 함께 라빈의 장례식에 참석했다.
1997년 12월, 카터는 베냐민 네타냐후가 이스라엘 총리로 당선된 것이 "캠프 데이비드 협정과 오슬로 협정을 사실상 종결시켰다"고 말하며, 네타냐후가 "팔레스타인인과의 관계에 대해 이루어진 협정(비록 이스라엘 법에 효과적으로 명시되었지만)에 전념하지 않는다"고 믿는다고 말했다.

#### 2000년대
2003년, 카터는 워싱턴 포스트에 캠프 데이비드 협정 25주년을 기념하고 이스라엘-팔레스타인 관계의 현재 상태를 평가하는 기명 논평을 썼다. 그는 캠프 데이비드 협정, 오슬로 협정, 그리고 야세르 아라파트가 당선된 1996년 팔레스타인 총선 이후 "평온하고 상대적인 우정"이 발전했지만, "사다트와 이츠하크 라빈 이스라엘 총리의 암살, 그리고 오늘날에도 계속되는 양심 없는 자살 폭탄 테러와 기타 폭력으로 대표되는 급진적이고 폭력적인 행동이 그 후 개입했다"고 지적했다. 카터는 결론적으로 미국 정부가 "모든 이웃 국가들과 영구적인 평화"를 원하는지, 아니면 "팔레스타인인들의 점령지에서 우리의 정착촌을 유지"할 것인지를 묻는다. 그는 두 번째 선택이 이스라엘에 대한 미국의 최악의 배신이 될 것이라고 평가한다.
2006년, 영국 헤이 페스티벌에서 카터는 이스라엘이 최소 150개의 핵무기를 보유하고 있다고 밝혔다. 그는 이스라엘을 국가로서 지지하지만, 그 국내 및 외교 정책을 비판했다.
카터는 "지구상에서 가장 큰 인권 범죄 중 하나는 160만 팔레스타인인들을 굶기고 투옥하는 것"이라고 말했다. 그 해 12월, 인터뷰에서 카터는 "이스라엘이 서안 지구 깊숙한 곳에 이 영토를 점령하고, 약 200개에 달하는 정착촌들을 도로로 서로 연결한 다음, 팔레스타인인들이 그 도로를 사용하거나 심지어 많은 경우 도로를 건너는 것조차 금지한다면, 이는 우리가 남아프리카 공화국에서 목격했던 것보다 훨씬 더 심각한 분리 또는 아파르트헤이트 사례를 영속시킨다"고 말했다.
그는 일부 팔레스타인 어린이들의 영양 섭취량이 사하라 이남 아프리카 어린이들보다 낮다는 통계를 언급하며, 이스라엘에 대한 유럽의 입장을 "나약하다"고 묘사했다.
2007년 5월, 이란과 직접 대화해야 한다고 주장하면서 카터는 이스라엘이 핵무기고에 150개의 핵무기를 보유하고 있다고 다시 한 번 말했다.

#### 2010년대와 2020년대
2010년 3월, 카터는 애틀랜타에서 열린 몰타 포럼에 참석하여, 미국이 이스라엘과의 관계에서 더욱 "균형 잡힌" 입장을 취하기를 바란다고 말했으며, 외교로 분쟁을 해결하려면 이스라엘 정책에 "극적인 변화"가 필요할 것이라고 말했다. 10월, 엘더스 회원 자격으로 카터는 메리 로빈슨 전 아일랜드 대통령과 노동 지도자 엘라 바트와 함께 일주일간 중동을 순회했다. 카터는 셰이크 자라 지구에서 이스라엘의 팔레스타인인 퇴거에 반대하는 시위자들에게 연설하며, 그들을 지지하며 다음과 같이 말했다. "어떤 가족이 여러 세대 동안 살았던 집을 철거하거나 몰수하는 것이 공정하거나 정의롭거나 평화롭다고 주장할 사람은 없을 것이라고 생각한다." 카터는 또한 동예루살렘이 팔레스타인의 일부라고 선언하며, 이 지역 방문이 "이스라엘인과 팔레스타인인 사이의 평화를 증진하고, 점령을 조속히 끝내기 위한" 노력이라고 말했다.
2012년 5월, 엘더스는 이스라엘, 점령된 서안 지구, 이집트를 방문했다. 기자회견에서 카터는 그룹이 "재앙적인 소위 일국 해법을 향한 움직임"에 우려하고 있으며, 모든 징후는 "이 두 국가 해법이 기본적으로 포기되었고, '대이스라엘'을 향한 진전이 있었다는 것을 시사한다. 이는 두 국가 해법 개념에 반한다고 생각한다"고 말했다. 10월, 엘더스는 시몬 페레스 이스라엘 대통령과 마흐무드 압바스 팔레스타인 지도자와 만났다. 카터는 이스라엘-팔레스타인 분쟁이 "위기 단계에 도달했다"고 말하며, 대표단이 팔레스타인 정당 파타와 하마스 간의 분열에 대해 우려하고 있으며, 유엔 총회에서 팔레스타인 국가 지위 획득 노력을 지지한다고 확인했다.

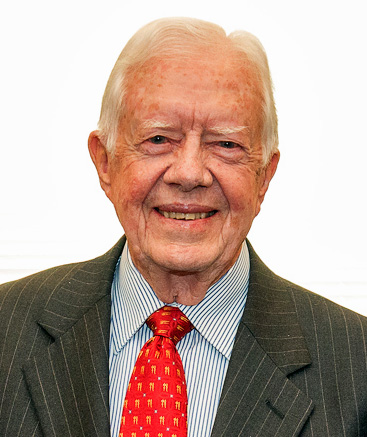
카터, 2013년

2013년 4월, 카터는 카터의 캠프 데이비드 협정 중재 역할과 SALT II 핵무기 조약 중재 역할을 이유로 그를 수상한 벤저민 N. 카도조 로스쿨 학생 그룹인 분쟁 해결 저널로부터 국제 평화 옹호자 상을 받았다. 이 수상은 유대인 학교가 이스라엘 비판자에게 상을 수여하는 것에 대해 동문들 사이에서 논란을 불러일으켰다. 예시바 대학교 총장 리처드 조엘은 대학 직원들이 이스라엘에 대한 카터의 견해에 동의하지는 않지만, 학교는 다른 견해의 표현과 학생들이 전 대통령을 초청할 권리를 지지한다고 밝혔다.
7월, 카터는 락다르 브라히미와 마르티 아티사리 핀란드 대통령과 함께 런던으로 가서 두 국가 해법에 박차를 가했다. 카터는 "매우 기쁘게" 이 노력을 환영한다고 말했다. 이 방문은 영국 특사 마크 라이얼 그랜트가 자국 정부가 두 국가 해법을 지지하기 위해 모든 노력을 다할 것이며, "안전하고 안정적인 이스라엘이 독립적이고 생존 가능한 팔레스타인 국가와 평화롭게 공존할 수 있는 시나리오"를 만드는 목표 뒤에 단결을 촉구하는 가운데 이루어졌다.
2015년 5월, 카터는 그로 할렘 브룬틀란 노르웨이 전 총리와 함께 기자회견에 참석했다. 카터는 그 그룹이 "이 재앙적인 소위 일국 해법을 향한 움직임"에 우려하고 있으며, 모든 징후는 "이 두 국가 해법이 기본적으로 포기되었고, '대이스라엘'을 향한 진전이 있었다는 것을 시사한다"고 말했다. 10월, 엘더스는 시몬 페레스 이스라엘 대통령과 마흐무드 압바스 팔레스타인 지도자와 만났다. 카터는 이스라엘-팔레스타인 분쟁이 "위기 단계에 도달했다"고 말하며, 대표단이 팔레스타인 정당 파타와 하마스 간의 분열에 대해 우려하고 있으며, 유엔 총회에서 팔레스타인 국가 지위 획득 노력을 지지한다고 확인했다.
2016년 11월, 카터는 뉴욕 타임스에 기고문을 통해 오바마의 이스라엘-팔레스타인 분쟁 해결을 위한 협상 지지를 칭찬했지만, 오바마 행정부가 "2017년 1월 20일 임기 만료 전에 취해야 할 한 가지 중요한 조치는 팔레스타인 국가에 대한 미국의 외교적 인정"이라고 주장했다. 카터는 또한 유엔 안전 보장 이사회에 분쟁 종식을 위한 규칙을 명시하는 결의안을 통과시킬 것을 촉구했으며, 이 제안된 결의안은 "1967년 국경을 넘는 모든 이스라엘 정착촌의 불법성을 재확인하면서도, 당사자들이 수정을 협상할 가능성을 열어두어야 한다"고 썼다.
2019년 5월, 이스라엘 언론인 탈리 립킨 샤하크와의 인터뷰에서 카터는 베냐민 네타냐후나 마흐무드 압바스 팔레스타인 자치 정부 수장 모두 평화를 원하지 않는다고 믿으며, "격차를 해소하고 화해에 필요한 단계적인 작은 양보를 확보할 수 있는 신뢰할 수 있는 중재자가 없다"고 말했다. 카터는 재러드 쿠슈너 트럼프 대통령의 사위와 "중동 문제에 대해 이야기했으며, 그에게 공격적이고 유연하게 행동하며, 이스라엘인뿐만 아니라 팔레스타인인 및 아랍 지도자들에게도 다가설 것을 촉구했다. 그는 그렇게 하겠다고 약속했지만, 그렇게 되었는지는 확실하지 않다"고 확인했다.
2020년, 베냐민 네타냐후 총리는 트럼프 행정부가 이스라엘에게 서안 지구의 약 30%와 요르단 계곡 전체를 통제하게 하는 계획을 제시하자 7월 1일을 합병 마감 시한으로 정했다. 카터와 카터 센터 CEO 페이지 알렉산더는 공동 성명을 발표하여 합병이 "팔레스타인 영토의 대규모 불법 수용"에 해당한다고 비난하며, 이스라엘인과 팔레스타인인에게 "유엔 결의안과 이전 양자 협정에 기반한 의미 있는 협상으로 돌아갈 것"을 촉구했다. 두 사람은 또한 계획된 합병이 "무력에 의한 영토 획득과 점령된 영토의 지위 변경을 금지하는 국제법"을 위반하고 오슬로 및 캠프 데이비드 협정의 규칙에 어긋날 것이라고 말했다.

### 시리아
1983년 3월, 카터는 하페즈 알아사드 시리아 대통령과 2시간 동안 점심 식사를 했다. 캐스퍼 와인버거 미국 국방장관이 시리아 내 소련군 미사일 설치가 시리아를 "소련 제국의 또 다른 전초 기지"로 만들었다는 평가에 동의하는지 묻자, 카터는 시리아가 "주요 무기 체계"를 개발하고 있다고 언급하며, "아사드는 어떤 나라의 지배에서도 독립하는 데 전적으로 헌신하고 있다. 나는 시리아를 꼭두각시라고 생각하지 않는다. 그것은 터무니없는 주장이다"라고 평가했다.
1990년 3월, 카터는 다마스쿠스를 방문하여 아사드와 파루크 알샤라 외교부 장관과 만났다. 카터는 미국 기자 테리 A. 앤더슨 납치 5주년 기념 기자회견을 열고, 시리아 관리들이 레바논 인질 위기 해결을 돕기 위해 최선을 다하겠다고 확언했다고 말했다.
2008년 4월, 런던에 기반을 둔 아랍어 신문 알 하야트는 카터가 시리아 방문 중 망명한 하마스 지도자 칼레드 마샬과 만났다고 보도했다. 카터 센터는 처음에 이 소식을 확인하지도 부인하지도 않았다. 미국 국무부는 하마스를 테러 조직으로 간주한다. 이 중동 여행 중 카터는 2008년 4월 14일 라말라에 있는 야세르 아라파트의 무덤에 화환을 바치기도 했다. 카터는 4월 23일 콘돌리자 라이스나 국무부의 다른 누구도 자신의 여행 중 하마스 지도자들과 만나는 것을 경고하지 않았다고 말했다. 카터는 마샬과 "샬리트 상병의 석방을 위한 포로 교환 방식"을 포함한 여러 문제에 대해 이야기했다.
2008년 12월, 카터는 다마스쿠스를 다시 방문하여 바샤르 알아사드 시리아 대통령과 하마스 지도부와 만났다. 그는 방문 중 포워드 매거진과 단독 인터뷰를 가졌는데, 이는 현직 또는 전직 미국 대통령이 시리아 언론 매체와 가진 최초의 인터뷰였다.
2009년 4월, 카터는 AP 통신에 미국과 시리아 정부 모두 "때가 되면 외교 관계를 재수립하는" 목표를 가지고 있다고 믿는다고 말했다.
2013년 8월, 유엔이 시리아 내 화학 무기 공격 가능성을 조사하는 동안, 카터는 공격 책임자들이 "개인적인 책임"을 져야 하며, 공격이 "평화 회의를 소집하고, 적대 행위를 끝내며, 시급히 정치적 해결책을 찾으려는 노력을 두 배로 늘리는 촉매제가 되어야 한다"고 주장하는 성명을 발표했다.

### 이집트
2012년 6월 20일, 제프리 브라운과의 전화 통화에서 카터는 이집트 군부 장성들이 발표된 의도대로 진행될 경우 행정적, 입법적으로 완전한 권한을 부여받고 자신들에게 유리한 새로운 헌법을 제정할 수 있다고 강조했다. 카터는 이 계획에 대해 불쾌감을 표명하며 다음과 같이 말했다. "그것이 통과되지 않기를 바라며, 미국과 다른 국가들이 군부가 자신들이 나에게, 이집트 국민에게, 그리고 국제 사회에 약속했던 것들을 통제하고 이행하도록 충분히 강력하게 발언하기를 바란다."
2014년 5월, 카터는 "이집트의 민주적 전환이 흔들리고 있다"는 깊은 우려를 표명하는 성명을 발표하며, 다음 이집트 대통령에게 "이집트 사회의 모든 계층이 정치에 의미 있게 참여할 수 있도록 보장할 것"을 촉구했다. 2014년 10월, 카터 센터가 이집트 사무소를 폐쇄한 후 카터는 이 결정이 이집트의 현재 환경이 "진정한 민주적 선거와 시민 참여에 도움이 되지 않기 때문"이라고 설명했다.

## 조지아 관련 문제
1984년 11월, 카터와 제시 잭슨은 모어하우스 칼리지 예배당에서 열린 마틴 루터 킹 시니어의 장례식에서 추도사를 낭독했다.
1988년 12월, 카터는 카터 대통령 센터에서 인터뷰에 참여하여 국제 내전을 종식시키려는 목표를 가진 조직을 결성할 가능성에 대해 이야기했으며, 유엔이 전 세계에 25개의 내전을 발견했지만 어떠한 중재에도 개입할 권한이 없다고 지적했다. 카터는 하비에르 페레스 데 케야르 유엔 사무총장과 아메리카 국가 기구 및 영국 연방 지도자들과 만나 워싱턴 카네기 연구소와 일본 및 스웨덴의 재원으로부터 자금을 지원받을 조직을 만들 것을 확인했다.
1991년 10월 25일, 카터는 애틀랜타의 가난한 사람들의 필요를 해결하기 위한 프로그램을 시작한다고 발표하며, "애틀랜타에서 성공 가능성이 있거나 성공적임이 입증된 것을 시도한다면, 그것이 즉시 다른 도시들과 공유되도록 하고 싶다"고 말했다.
1993년, 카터는 마이클 잭슨과 함께 애틀랜타 프로젝트 캠페인을 통해 6주 이내에 수천 명의 미취학 아동을 예방 접종했다. 카터는 미국을 "자녀들에게 우리가 기울이는 관심 면에서는 제3세계 국가"라고 불렀으며, "이 나라 전체의 아프리카계 미국인들 사이에서 영아 사망률은 출생 아기 1,000명당 18명이다. 아프리카계 미국인 이웃들 사이에서 우리보다 낮은 영아 사망률을 가진 제3세계 국가들이 많다"고 지적했다.

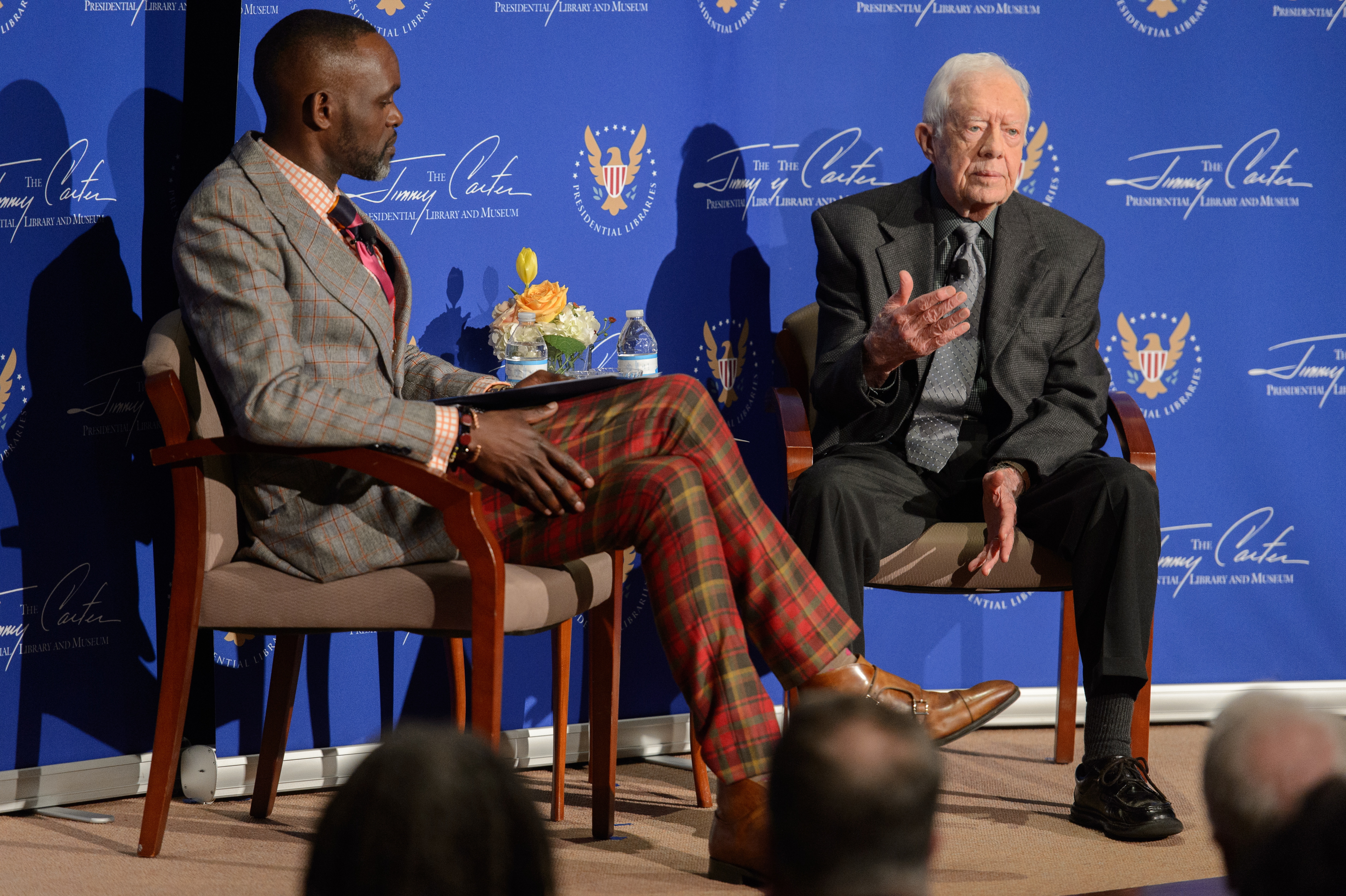
2016년 5월 20일 카터 도서관에서 카터와 국립 시민 및 인권 센터 CEO 데렉 카용고

2016년 2월, 카터가 암의 모든 징후를 없애는 치료를 받았다고 발표한 지 몇 달 후, 조지아주 하원은 하원 법안 965를 통과시켰는데, 이는 조지아에서 건강보험 계획을 제공하는 보험 회사들이 "환자들이 다른 프로그램들을 시도하기 전에 먼저 치료에 반응하지 못하도록 강요하는 것"을 금지하는 법안으로, 이 법안은 진행성 전이 암 치료에 대한 보장을 제공하는 건강보험 계획에만 적용되었다. 마이크 체오카스 주 의원은 전 대통령의 암 투병이 이 법안에 영감을 주었으며, 이 법안을 "영예로운 지미 카터 암 치료 접근법"이라고 불렀다.
2018년 3월, 카터는 조지 W. 부시 전 대통령과 빌 클린턴 전 대통령과 함께 피치트리 로드 연합 감리 교회에서 열린 젤 밀러 전 조지아 주지사의 장례식에 참석했다. 2018년 주지사 선거에서 카터는 스테이시 에이브럼스를 지지한 세 번째 미국 대통령으로, 그녀를 "우리 변화하는 주를 위한 올바른 지도자이며, 모든 사람의 평등, 자녀를 위한 훌륭한 공립 학교, 그리고 플레인스부터 플레인빌, 풀러까지 가족들이 성공할 기회를 가질 수 있는 경제와 같은 우리가 공유하는 미국 가치를 일관되게 옹호해 온 인물"이라고 불렀다. 브라이언 켐프 (에이브럼스의 경쟁자)의 대변인 라이언 마호니는 카터를 좋은 사람이지만 "끔찍한 대통령"이라고 불렀으며, 에이브럼스를 카터에 비유하며 "놀랍도록 똑똑하고, 놀랍도록 진보적이며, 절대적으로 끔찍한 주지사가 될 것"이라고 말했다. 카터는 자신의 고향인 플레인스에서 에이브럼스와 함께 나타나 "조지아 전역의 농촌 의료 시설과 농촌 의료 전문가들을 지원하는" 것에 대해 연설했다.
2021년 3월, 조지아주 상원이 무조건 부재자 투표를 폐지하고 부재자 투표자에게 신분증을 요구하는 법안을 통과시키자, 카터는 선거의 공정성을 확보하려는 주정부의 시도가 "유권자들의 투표소 접근성을 희생시켜서는 안 된다"고 말하며, 주 의원들이 "시계를 거꾸로 돌리려" 하고 조지아 주민들이 투표하기 더 어렵게 만들려고 노력하는 것에 "낙심하고, 슬퍼하며, 분노한다"고 덧붙였다.

## 제럴드 포드와의 관계 및 협력

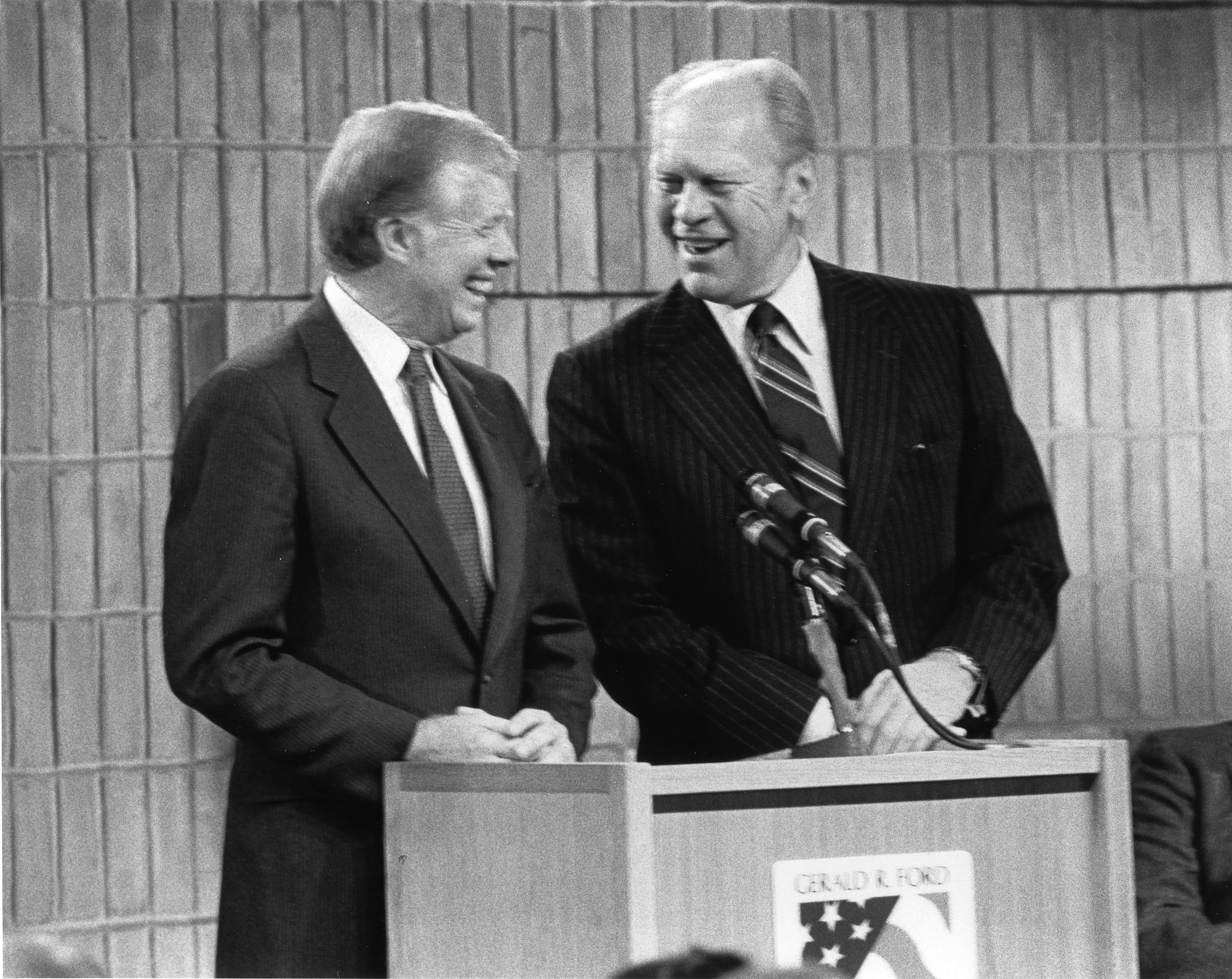
1983년 2월 9일, 전 대통령 지미 카터와 제럴드 R. 포드가 모든 민주주의 국가 회의를 공동 주최했다.

카터는 제럴드 포드와 퇴임 후 돈독한 우정을 쌓았는데, 그 계기는 1981년 안와르 사다트의 장례식에 함께 참석한 여행이었다. 카터가 퇴임한 직후, 포드는 카터에게 퇴임 후에도 바쁘게 지내며 "관찰할 기회를 주는 활동, 어쩌면 약간의 비판"을 할 것을 공개적으로 촉구했다. 포드가 사망할 때까지 카터와 그의 아내 로절린 카터는 포드의 집을 자주 방문했다.
1983년 9월, 카터와 포드는 ABC 뉴스와 하버드 대학교가 주최한 투표 심포지엄의 논평가로 참여했다. 카터는 선거 당일 등록을 허용하는 법안을 통과시키려 노력했지만, 의회가 "예측 불가능한 새로운 유권자들이 등록하는 것을 막기 위해" 이를 막았다고 회상했다. 1984년 1월, 카터와 포드가 서명한 서한이 발표되어 세계 지도자들에게 세계 기아 종식을 위한 실패한 노력을 확대할 것을 촉구했으며, 이 서한은 하비에르 페레스 데 케야르 유엔 사무총장에게 보내졌다. 3개월 후, 포드와 카터는 핵무기 통제 현황을 평가하는 데 협력하기로 합의했다. 그들은 다음 해 에모리에서 회의를 개최하여 핵무기 보유를 인정한 국가들의 대표들을 초청했다. 카터에 따르면, 전직 대통령들의 목표는 "국제 협정, 그 준수 정도, 그리고 추가 조치에 대한 권고의 현재 분석을 이해하고 대중에게 알리는 것"이었다.
1988년, 카터와 포드는 다음 대통령이 직면할 가장 중요한 문제들에 대한 옵션 페이퍼를 작성하는 임무를 맡은 아메리칸 어젠다라는 그룹을 만들었다. 카터는 자신과 포드가 "백악관을 떠난 이후 매우 좋은 업무 관계와 우정을 유지했다"며, 두 사람이 "차기 대통령 당선자를 위해 여러 문제에 대한 옵션 목록을 초당적인 위원회가 준비하는 것이 유익할 것이라고 생각했다"고 말했다. 전 대통령들은 당시 1988년 대통령 선거의 나머지 후보들인 마이클 듀카키스, 제시 잭슨, 조지 H. W. 부시와 연락을 취하고 있음을 확인했다. 1989년 5월, 카터와 포드는 파나마로 가서 그 나라의 선거를 감시하기 위해 대표단과 함께 여행했으며, 카터는 기자회견에서 선거가 "자유롭고 공정하다"고 밝혔다.
포드와 카터는 2001년 연방 선거 개혁을 위한 국가 위원회와 2002년 정부 연속성 위원회의 명예 공동 의장을 역임했다. 후자의 위원회에서 카터는 2003년부터 2011년까지 봉사했다(포드가 사망할 때까지 포드와 공동 의장을 맡았다). 위원회는 연방 정부의 정부 연속성 조치 개선을 권고했다. 카터는 2006년 말 포드의 장례식에서 연설하며, 포드의 재임 중 업적과 그들의 우정에 대해 언급하고, 후자를 자신이 받은 가장 큰 선물 중 하나라고 불렀다.

## 저자
카터에게 책을 쓰는 것은 창의적인 추구이자 주요 수입원이었다. 다른 전직 대통령들과 달리 그는 기업 이사회 직책을 맡거나 연설 비용을 청구하지 않았다. 2020년에 카터에 대한 전기 작가 조너선 올터에 따르면, 카터는 "자신의 글에 매우 자랑스러워했고, 그것으로 생계를 유지할 만큼 생산적이라는 사실에 자랑스러워했다." 2018년, 카터가 제리 폴웰 주니어와 함께 종교에 관한 책을 쓸 것이라고 발표되었다. 폴웰에 따르면, 카터는 린치버그에서 그와 만나 협업에 대해 논의했지만, 후자의 건강 문제와 코로나바이러스감염증-19 팬데믹이 프로젝트 진행을 방해했다.

### 팔레스타인: 평화인가 아파르트헤이트인가
2007년 브랜다이스 대학교 연설에서 카터는 다음과 같이 말했다. "저는 성지에서 팔레스타인인들을 위한 정의와 의로움에 기반하여 이스라엘과 이웃 국가들에 평화를 가져오기 위해 성인 생활의 상당 부분을 보냈습니다. 이것이 저의 새 책의 근본적인 목적입니다."
2006년 11월에 출판된 그의 저서 《팔레스타인: 평화인가 아파르트헤이트인가(Palestine: Peace Not Apartheid)》에서 카터는 다음과 같이 진술한다.
이스라엘의 팔레스타인 영토에 대한 지속적인 통제와 식민화는 성지에서 포괄적인 평화 협정의 주요 장애물이었다.

그는 팔레스타인 영토에 대한 이스라엘의 현재 정책이 "두 민족이 같은 땅을 점유하고 있지만 서로 완전히 분리되어 있으며, 이스라엘이 전적으로 지배하고 팔레스타인인들의 기본적인 인권을 박탈함으로써 폭력을 억압하는 아파르트헤이트 체제"를 구성한다고 선언한다. 《이스라엘과 팔레스타인에 대해 솔직하게 말하기(Speaking Frankly about Israel and Palestine)》라는 제목으로 로스앤젤레스 타임스 및 기타 신문에 게재된 기명 논평에서 카터는 다음과 같이 말한다.
나의 책의 궁극적인 목적은 미국에서 거의 알려지지 않은 중동에 대한 사실을 제시하고, 논의를 촉발하며, 이스라엘과 그 이웃 국가들을 위한 영구적인 평화를 가져올 수 있는 평화 회담(현재 6년 동안 중단된)을 다시 시작하는 데 도움을 주는 것이다. 또 다른 희망은 이 목표를 공유하는 유대인과 다른 미국인들이 자신의 견해를, 심지어 공개적으로, 그리고 어쩌면 함께 표현하도록 동기를 부여받을 수 있다는 것이다. 나는 그 노력에 기꺼이 도움을 줄 것이다.

일부, 예를 들어 유엔 인권위원회와 국제법위원회의 전 특별보고관, 그리고 이스라엘 크네세트 의원 등은 이스라엘 점령지에 있는 팔레스타인인들에 대해 솔직하게 말한 카터를 칭찬했지만, 다른 사람들은 클린턴 시대의 중동 특사와 카터 센터의 초대 소장 등은 그가 반이스라엘적 편견을 가지고 있다고 비난했다. 특히, 이 비판자들은 책에 상당한 사실 오류, 누락 및 오해가 있다고 주장했다.
2007년 다큐멘터리 영화 《플레인스에서 온 남자(Man from Plains)》는 논란이 된 책의 홍보 투어와 기타 인도주의적 노력을 하는 카터 대통령의 행적을 따른다.
2009년 12월, 카터는 종종 긴장되었던 관계를 개선하기 위해 유대인 공동체를 불쾌하게 했을 수 있는 모든 말이나 행동에 대해 공개 서한으로 사과했다. 그는 유대인 속죄일인 욤 키푸르에 드리는 기도인 알 헤트를 드린다고 말했다.

### 우리는 성지에서 평화를 이룰 수 있다
《팔레스타인: 평화인가 아파르트헤이트인가》의 속편인 《우리는 성지에서 평화를 이룰 수 있다》가 2009년에 출판되었다.
이 책에 대한 NPR 인터뷰에서 카터는 버락 오바마의 당선, 2008년 팔레스타인 정당 회원들과의 회의 진전, 그리고 최근 이스라엘과 하마스 간의 가자 지구 폭력 사태를 이스라엘과 팔레스타인 간의 평화를 달성하는 데 도움이 될 수 있는 세 가지 발전으로 꼽았다. 카터는 또한 조지 J. 미첼의 미국 중동 평화 특사 임명이 긍정적인 발전이며, 오바마의 대통령 후보 시절 이스라엘과 이웃 국가 간의 평화를 추구할 것이라는 선언이 클린턴과 부시와는 다른 변화였다고 말했다.
게르솜 고렌버그는 가자 위기가 "또 다른 상기시킬 필요가 있다면, 이 분쟁을 무시하는 것은 그것이 다시 폭발할 때까지 기다리는 것과 같으며, 그 충격파가 전체 지역에 느껴질 것"이라는 점에서 카터의 조언이 권장할 만하다고 썼다. 고렌버그는 이 책이 "마치 저자가 주로 기억과 일기를 바탕으로 몇 주 동안 녹음기에 대고 말한 것처럼" 읽힌다고 비판했다.

### 행동 촉구: 여성, 종교, 폭력, 그리고 권력
2013년 2월, 사이먼 & 슈스터는 카터의 다음 책이 다음 달에 출판될 것이며, "여성과 소녀에 대한 학대와 정당화로 인용되는 종교 텍스트의 왜곡 주장을 비난하는 그의 전 세계 여행에서의 개인적인 관찰을 활용할 것"이라고 발표했다. 《행동 촉구: 여성, 종교, 폭력, 그리고 권력》은 2014년에 출판되었다.
피츠버그 포스트-가제트는 이 책에 대해 다음과 같이 썼다. "이 책은 미국에서 필독서일 뿐만 아니라, 서로를 대하는 종교적 견해에 대한 완전한 재해석의 틀이 되어야 한다."
2014년 3월 NPR과의 인터뷰에서 카터는 여성의 평등과 열등함을 모두 언급하는 성경의 상충되는 구절에 대해 이야기했으며, 교황 프란치스코로부터 격려적인 편지를 받았다고 말했다. 교황은 "교회 내에서 여성의 지위와 활동이 증가해야 한다고 믿지만, 가톨릭 교회가 그것을 서품되고 공식적인 약속으로 만든다면 극복해야 할 몇 가지 구체적이고 매우 어려운 문제들이 있다"고 말했다.

### 충만한 삶
2015년 (그리고 그의 90세 생일), 카터는 그의 초기 삶, 경력, 대통령 재임, 그리고 퇴임 후 생활에 대한 회고록인 《충만한 삶》을 출판했다.
독자들이 이 책에서 무엇을 배우기를 바라는지 묻자 카터는 다음과 같이 대답했다. "글쎄, 나는 책에서 내 삶의 다른 단계들과 내가 배운 교훈들을 지적하려고 노력한다. 실망하거나 실패하거나 좌절을 겪을 때, 나는 거기서 배우려고 노력하고, 가능하다면 실패했을 때, 어쩌면 내가 실패한 목표보다 더 야심찬 다른 목표를 세우려고 노력한다."
스타 트리뷴의 글렌 C. 알츠슐러는 이 책이 카터의 1982년 대통령 회고록 《믿음 유지하기(Keeping Faith)》에 대한 보충 자료로 가장 잘 볼 수 있으며, 그의 개인적인 삶에 초점을 맞추고 있으며, 전 대통령이 "덜 노골적으로 정치적인 문제들"을 회고할 때 경계를 늦춘다고 썼다.

### 믿음: 모두를 위한 여정
2018년, 카터는 《믿음: 모두를 위한 여정》을 출판했다.
솔트레이크 트리뷴과의 인터뷰에서 카터는 왜 "믿음"이라는 제목의 책을 쓰기로 결정했는지 질문을 받았고, 그는 다음과 같이 대답했다. "출판사들은 오늘날 세계 상황에서 많은 사람들이 기본 원칙에 대한 믿음을 잃었다고 생각했다. 결코 의문을 제기해서는 안 되는 원칙들이다: 민주주의에 대한 믿음, 자유에 대한 믿음, 평등에 대한 믿음, 진실의 무결성에 대한 믿음, 교육의 개념에 대한 믿음, 종종 우리 자신에 대한 믿음, 우리 동료 인간에 대한 믿음."

## 평가
카터의 퇴임 후 활동은 호의적으로 평가되었다. 인디펜던트지는 "카터는 대통령으로서보다 더 나은 사람으로 널리 간주된다"고 썼다. 1989년, 리처드 코헨은 카터를 사심 없고 위엄 있는 활동으로 인해 최고의 전 대통령으로 칭송했다. 카터는 파나마 선거에서의 공개적인 역할과 마누엘 안토니오 노리에가 장군과의 관계가 당시 조지 H. W. 부시 대통령이 "로널드 레이건이 그랬던 것보다 훨씬 더 자신을 배려하고 자신의 조언에 관심을 가졌다"는 덕분이라고 말했다. 2015년 11월 퀴니피악 대학교 여론 조사에서 미국 유권자의 40%는 카터가 퇴임 후 가장 훌륭한 삶을 살았다고 동의했으며, 레이건이 24%로 2위, 클린턴이 19%로 3위를 차지했다. 아프리카계 미국인 유권자 중에서는 클린턴이 47%로 1위, 카터가 35%로 2위를 차지했다. 아워 레볼루션 전무 이사 조지프 기바르지스는 카터가 "주류가 되기 훨씬 전에 진보적인 문제들을 추진했다"고 평가하며, 그의 퇴임 후 활동이 "환경 정의부터 노동자 권리, 보편적 건강 관리에 이르기까지 현대 활동가들이 이러한 대의를 추진할 수 있는 기반을 마련했다"고 칭찬했다. 2015년, 카터는 백악관을 떠난 이후의 삶이 "정치적 성공의 정점이었던 대통령직보다 개인적으로 더 만족스러웠다"며, 기회가 주어진다면 대통령 재선보다는 카터 센터를 택할 것이라고 말했다.
퇴임 초기에는 동료 전 대통령 포드보다 활동이 덜했다.
카터는 또한 다양한 외국 단체들과 만난 것에 대해 비판을 받았으며, 모티머 B. 주커맨은 그 전 대통령을 "테러를 합법화한다"고 비난했다.